# Manuel José García-Mansilla
Manuel José Julián García-Mansilla (Buenos Aires, 17 de febrero de 1859 - Ibidem, 18 de agosto de 1910), fue un Oficial de la Armada Argentina de fines del siglo XIX y principios del siglo XX. 

## Su nacimiento, sus padres y su familia

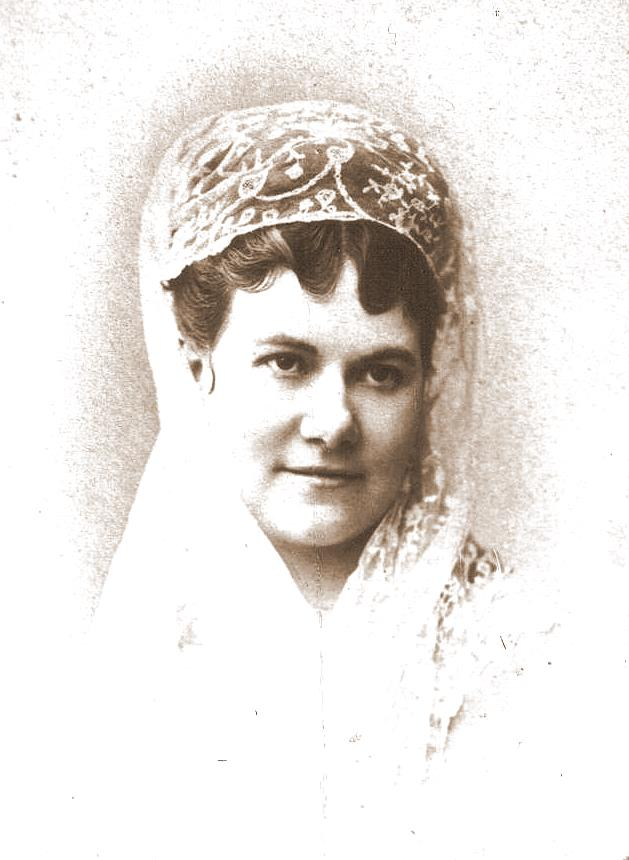
Su madre, Eduarda Mansilla, fue una prestigiosa escritora y pionera de la literatura femenina argentina.

Nació en Buenos Aires el, 17 de febrero de 1859, hijo de Manuel Rafael García Aguirre, destacado diplomático argentino (encargado de los primeros programas de construcciones navales en Europa en la segunda mitad del Siglo XIX) y Eduarda Mansilla, pionera de la literatura femenina argentina. Nieto paterno de Manuel José García, primer Ministro de Hacienda de la Argentina y de Manuela Aguirre, fundadora de la Sociedad de Beneficencia de la Ciudad de Buenos Aires. Nieto materno del general Lucio Norberto Mansilla, guerrero de la Independencia Argentina y de Agustina Ortiz de Rozas, hermana menor de Juan Manuel de Rosas. Contrajo matrimonio en 1887 con Angélica Jovita García Cortina, hija de Juan Agustín García quien fuera jurisconsulto, sociólogo, Ministro de Hacienda y primer presidente del Banco Hipotecario Nacional. De su matrimonio, nacieron ocho hijos: Manuel Rafael, Angélica Jovita, Agustina Julia, Juan Andrés, Jovita Julia, María Rosa, Elvira y María Teresa

## Sus primeros años
Comenzó sus primeros estudios en los Estados Unidos debido a que su padre fue comisionado por el gobierno argentino en 1860, durante la presidencia de Santiago Derqui, para estudiar el Sistema federal de ese país. 

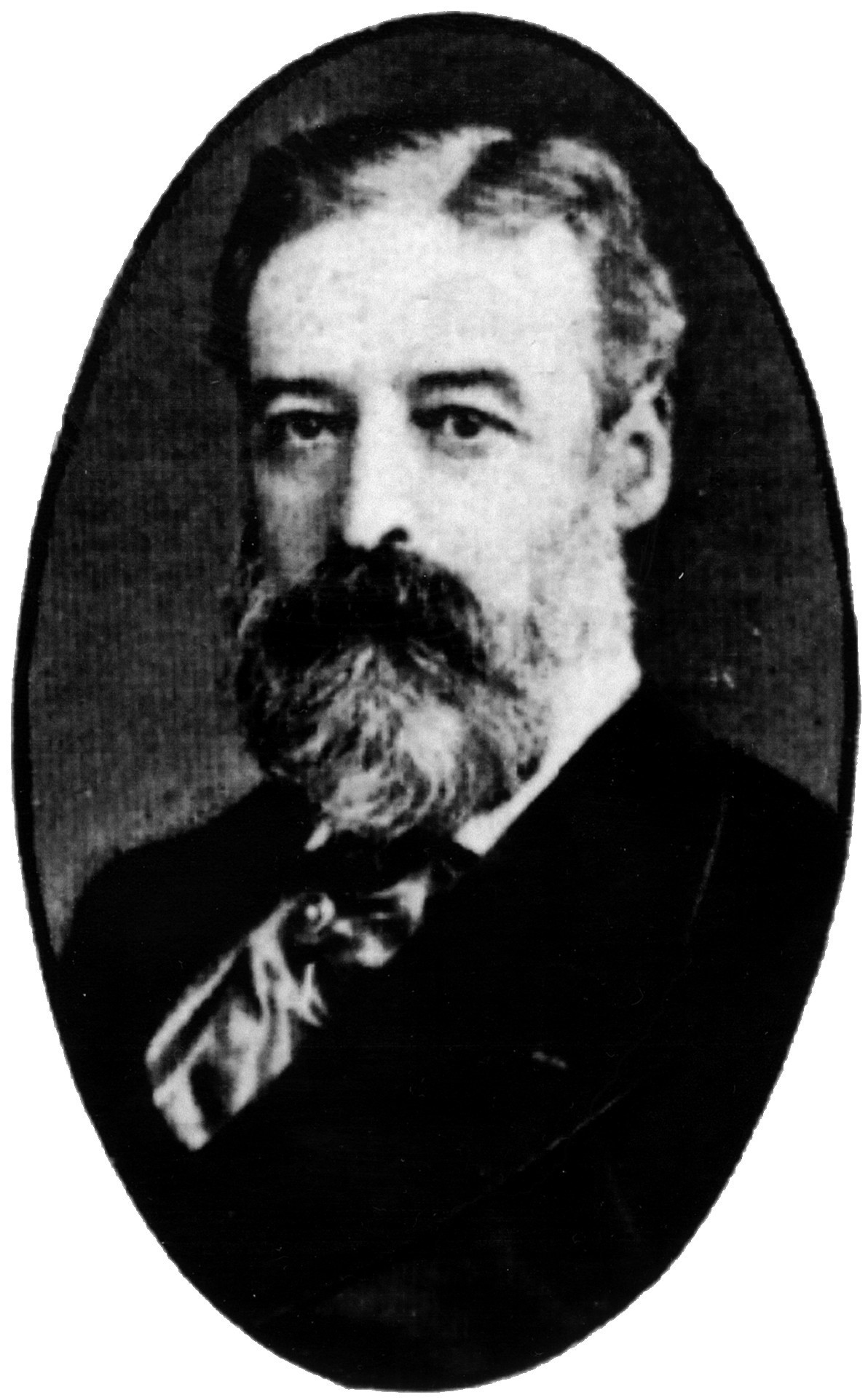
Su padre, Manuel Rafael García Aguirre, fue el encargado de materializar la construcción de la "Escuadra de Sarmiento".

En 1863, como consecuencia de la decisión del Presidente Bartolomé Mitre de crear el Servicio Exterior, se designa a su padre como secretario de la Legación Argentina en Francia (dirigida por Mariano Balcarce). Por tal motivo la familia viajó a Francia, país en donde completó sus estudios primarios y secundarios en los colegios de Amiens (Región de la Picardie) y París.
 Años después, cuando el Congreso argentino sancionó la primera ley de adquisición de armamentos navales autorizando la compra de "tres buques de guerra encorazados, del sistema mas adelantado y más adecuado al servicio en las aguas de la República", el presidente Domingo Faustino Sarmiento dispuso el traslado urgente de su padre Manuel Rafael García Aguirre en comisión a Londres para suscribir los contratos pertinentes y supervisar la construcción de los primeros buques de la Armada Argentina. Es precisamente allí, como asistente de su padre durante la construcción de nuestra primera escuadra, donde nace su vocación naval.
 En una carta dirigida desde la localidad francesa de Boulogne, fechada en mayo de 1874, el ministro García Aguirre le confiesa a su amigo el presidente Sarmiento aludiendo a un diagrama de los efectos de la artillería: 

El dibujo en diagrama es de mi hijo Manuel, que está entusiasmado por servir en nuestra marina. Yo le hago estudiar para que pueda ser oficial, o mejor ingeniero en la Armada.

Dado que no había suficientes oficiales de marina para comandar los buques recientemente adquiridos y que no existía una escuela naval nacional, se decidió enviar algunos postulantes a reconocidas academias extranjeras para su formación. García Mansilla fue enviado a la Escuela Naval Francesa ubicada en Brest, Bretaña.

## Su formación con la Marina Francesa

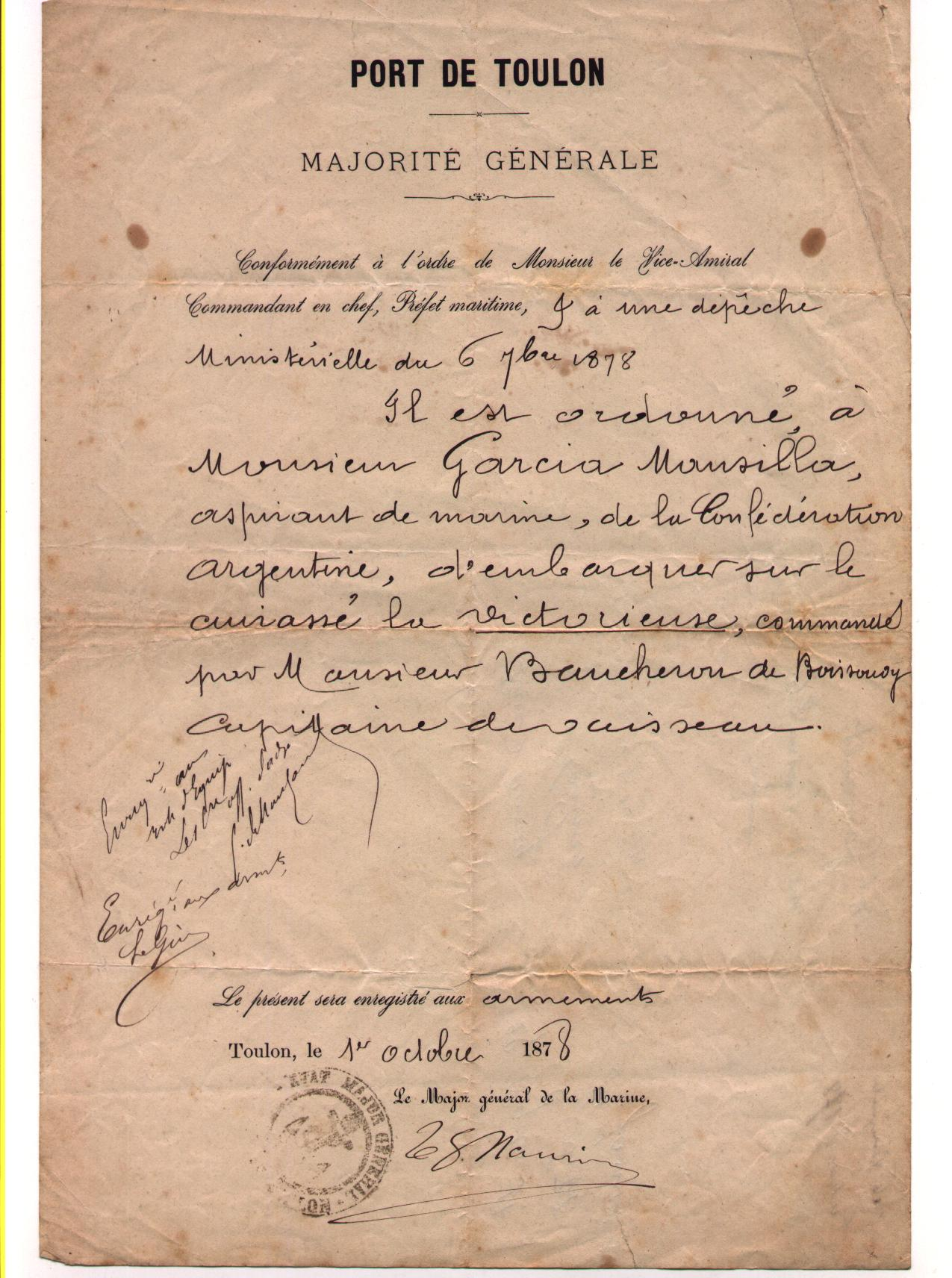
Informe de embarque en la fragata francesa La Victorieuse.

Ingresó a la Armada francesa como Guardiamarina el 10 de enero de 1875, con tan solo 16 años.
 En la Escuela Naval de Brest cursó sus primeros estudios de náutica, los cuales se prolongaron hasta el año 1877, constando en su legajo: 

"Excelente conducta - Carácter enérgico - Es un alumno que amerita elogios por su trabajo - Es uno de los mejores de su promoción".

En ese mismo año se embarcó en la fragata de guerra "Flore" en un viaje que duró hasta entrado el año 1878, navegando el Océano Atlántico, mar de las Antillas, costa de África y mar Mediterráneo. Durante dicho período -que abarcó un viaje de más de 12.500 millas- obtuvo el segundo puesto en la nómina de promociones pese a tener las mejores calificaciones, debido a su condición de extranjero. Al finalizar el viaje fue felicitado por el Almirante Pothan, quien el 17 de abril de ese año informaba al Ministro de Marina de aquel país cuánto lamentaba que García Mansilla fuera extranjero pues "hubiera hecho honor a nuestra marina."

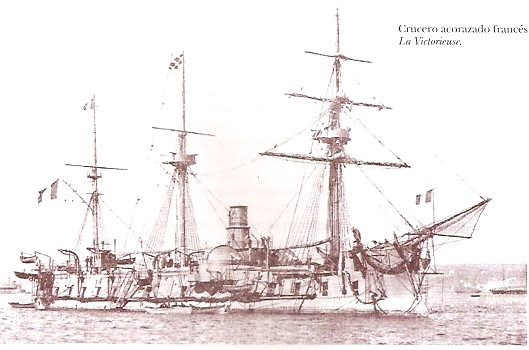
Fragata La Victorieuse.

El 9 de agosto de 1878, el gobierno francés informa al gobierno argentino que García-Mansilla se encontraba desde aquel momento a su disposición, ante lo cual el joven marino de 19 años solicitó una licencia de 2 años más para continuar sus estudios prácticos en la Marina de Guerra Francesa. Dicha petición fue aceptada por el ministro de Marina Julio Argentino Roca el 4 de octubre de 1878, confiriéndole en el mismo despacho el grado de Subteniente de la Armada Argentina.

Posteriormente se embarcó en la fragata blindada La Victorieuse con el grado de enseigne, zarpando del puerto de Toulon el 18 de noviembre de 1878 para realizar la campaña de observación de la guerra del Pacífico y circundar los Océanos Índico y Pacífico, a las órdenes del Almirante Abel-Nicolas du Petit Thouars.

### La Historia del Reloj Perdido

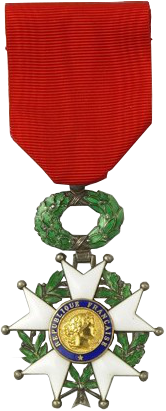
Insignia Chevalier de la Légion d'Honneur.

Durante este viaje con "La Victorieuse", mientras navegaban durante la noche por el Mar Rojo, un marinero cayó al agua mientras se realizaban algunos cambios en la disposición del velamen. Consciente del peligro - eran aguas con gran presencia de tiburones -comenzó a gritar con desesperación pidiendo auxilio.
 García Mansilla, que se hallaba en cubierta fue el primero en oírlo, y al grito de ¡Hombre al agua! se lanzó al mar sin vacilar ayudando a su compañero a mantenerse a flote hasta el arribo de la lancha de rescate. De regreso a bordo fue recibido con palabras de aliento y gritos de alegría por sus compañeros de tripulación.
 El Almirante du Petit-Thouars lo felicitó y le comunicó que, no obstante, quedaba bajo arresto hasta nueva orden por haber abandonado su puesto de guardia (falta severamente castigada por el código naval francés). 
Al día siguiente, escribió una carta a su madre Eduarda Mansilla relatándole lo acontecido la noche anterior y lamentándose por su reloj pues se había arruinado con el agua salada, pero le expresa que ello está compensado por haber salvado una vida y obtener la estima de sus camaradas franceses.
  Días después, un domingo por la mañana, el Almirante du Petit-Thouars, mandó formar en cubierta a toda la tripulación del navío y ordenó a García Mansilla dar dos pasos al frente y comenzó a dar lectura a la resolución del Presidente de la República Francesa del 26 de diciembre de 1878 por la cual se le confería la Ordre National de la Légion d'Honneur en el grado de Chevalier por su acto de arrojo y valor al salvar la vida de un marino francés.

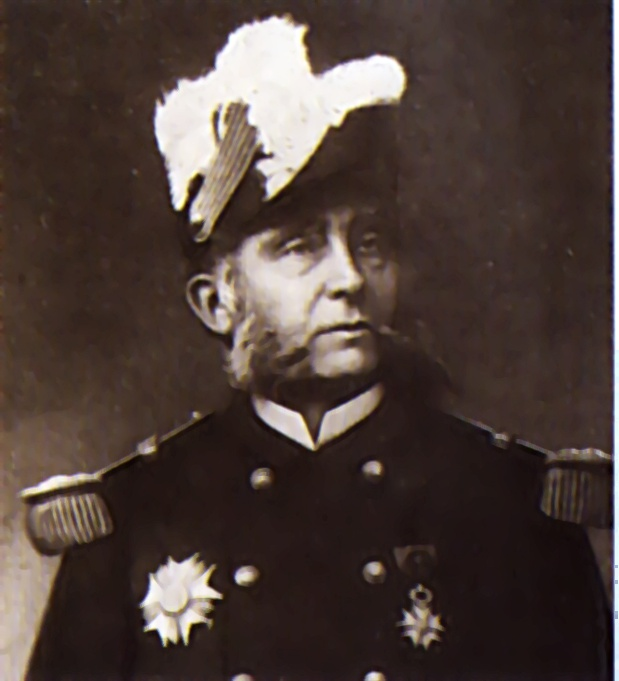
Abel-Nicolas du Petit Thouars en 1870.

 Para finalizar, el Almirante procedió a prender la insignia en el pecho del joven enseigne y la Banda del buque comenzó a ejecutar los acordes del Himno Nacional Argentino (el cual habían practicado en secreto para agasajar al oficial argentino).
En recuerdo de ese acto de arrojo, desde 1946 - año en que se instituyó el premio - sus descendientes entregan este galardón denominado "Almirante Manuel José García-Mansilla", que consiste en un reloj naval "símbolo de ese reloj perdido" al abanderado de la Escuela Naval Militar en reconocimiento a la excelencia académica, a la aptitud militar y a los valores éticos y morales que debe reunir todo oficial de la Armada Argentina.

### Regreso al país
En 1879 es transferido a la cañonera "Hugon", con la que navegó de regreso a Europa proveniente del puerto peruano de El Callao, con lo que completó su primer crucero de circunnavegación del globo.
El 12 de abril de 1880 se embarcó en el puerto francés de Le Havre en el recién adquirido transporte "ARA Villarino", el cual había zarpado de Liverpool, Inglaterra.

Inmediatamente se incorporó a la plana mayor del buque en calidad de Oficial de navegación, a las órdenes del Teniente Coronel de Marina Ceferino Ramírez. Poco después recalaron en la localidad francesa de Boulogne-sur-Mer donde recibieron los restos del General José de San Martín, zarpando el 21 de abril en medio de una salva de 21 cañonazos en honor al "Libertador" efectuada por la batería de la ciudad.

El "Villarino" fondeó en la rada interior del Puerto de Buenos Aires el 28 de mayo, donde fue recibido por el entonces presidente Nicolás Avellaneda.

## Su desempeño con la Armada Nacional
La foja de servicios de García-Mansilla con la Armada Argentina se extendió por más de 30 años desde su nombramiento como Subteniente por Julio A. Roca en 1878, hasta su muerte en 1910 siendo Director de la Escuela Naval Militar.

A lo largo de esos años participó de importantes sucesos como el Combate Naval del Espinillo en 1893 o las grandes maniobras navales de 1895, 1902 y 1909. 

También desempeñó diversos cargos, desde Jefe de la Estación Central de Torpedos a Director de la Dirección General de Torpedos, Jefe del Estado Mayor de la Marina, Comandante de la Flota de Mar y Director de la Escuela Naval.

## El Ingeniero Torpedista

### Sus comienzos

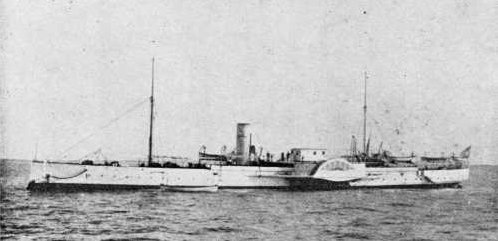
Foto del ariete torpedero "ARA Maipú", con el cual se realizaron las pruebas con torpedos Whitehead en la ciudad de Fiume en 1881. Fue el buque escuela e insignia de la Escuadra de torpederas en sus primeros años.

En 1880 pasa a integrar la Comisión Naval que firmó el 7 de febrero el contrato por el cual se convenía la construcción del ariete torpedero "ARA Maipú" con la firma John Elder & Co, de Glasgow, Escocia.

Luego de su botadura en agosto de 1880, García Mansilla se incorpora a su plana mayor. El "Maipú" (1.063 toneladas y 15 nudos de velocidad) partió hacia el puerto Austro-húngaro de Fiume (actual Rijeka), en la costa del Mar Adriático. 
 En esa ciudad se adquirieron 40 torpedos Whitehead modelo 1880 gracias al contrato celebrado por su padre, Manuel Rafael García Aguirre y el Ingeniero inglés Robert Whitehead (titular de la firma Whitehead & Co. y gerente del Stabilimento Técnico Fiumano), en virtud del cual también se le instaló al Maipú el sistema de lanzamiento.

Durante los meses de junio y julio de 1881 tanto García Mansilla, como el Coronel de Marina Ceferino Ramírez y el ingeniero británico Ruben Warren, fueron instruidos en lo que el propio Whitehead llamó "el secreto".

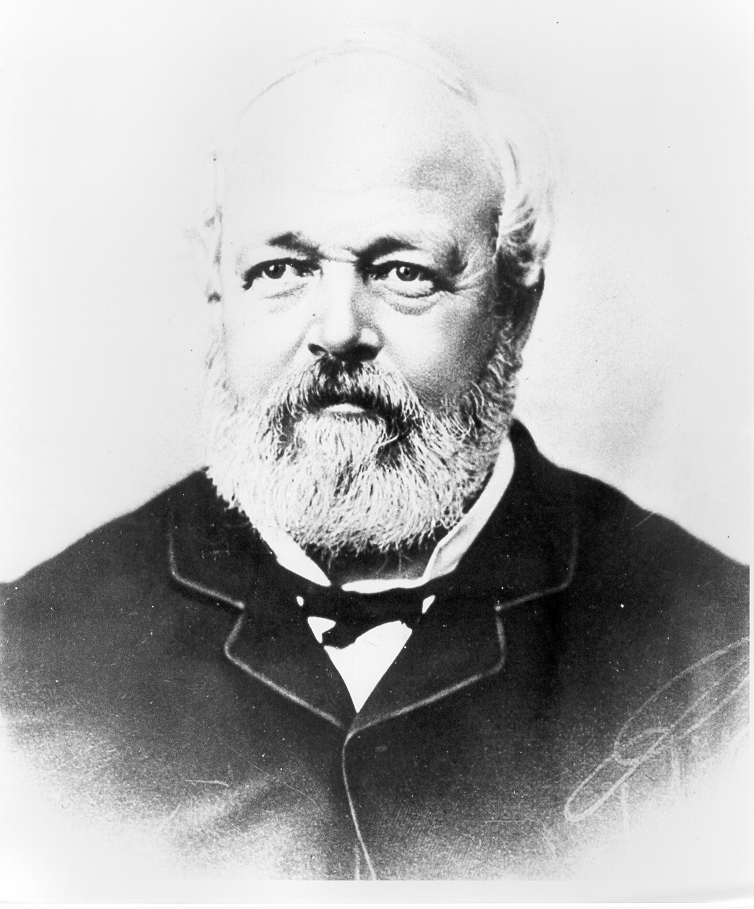
Robert Whitehead (1823-1905), socio fundador de la firma Whitehead & Co. y creador del primer torpedo autopropulsado.

El famoso "secreto" era la razón de ser de que el torpedo se mantuviese sumergido a una profundidad determinada y consistía en un dispositivo que se ubicaba en un compartimiento por detrás del depósito de aire comprimido y por delante del motor alternativo que permitía al torpedo mantener la profundidad durante todo su recorrido.
 Era un "secreto" ya que Whitehead jamás lo patentó por miedo a que sus planos cayeran en manos de alguna potencia extranjera capaz de producir sus propias imitaciones por lo que, sólo tras el desembolso por parte de su gobierno de una cuantiosa suma y de su compromiso de honor de no divulgarlo, explicó a García-Mansilla y Ramírez el funcionamiento de este dispositivo.

Del 21 de julio al 2 de agosto de ese año, se realizaron diversas pruebas con la nueva arma a bordo del "Maipú" en presencia de representantes de las marinas de Inglaterra, Austria, Francia, Dinamarca, Italia, Rusia y Grecia (lo cual denota la gran importancia del, entonces nuevo, sistema de armas).
El Maipú llegó al país en febrero de ese año, juntamente con las torpederas tipo Alerta recientemente adquiridas.

Ese mismo año, efectuó junto al ingeniero Hunter Davidson el relevamiento hidrográfico del puerto interior de Bahía Blanca a fin de determinar su viabilidad para levantar allí un puerto militar. Finalizada la tarea, fue destinado nuevamente al Maipú como ingeniero torpedista.

### Estación Central de Torpedos

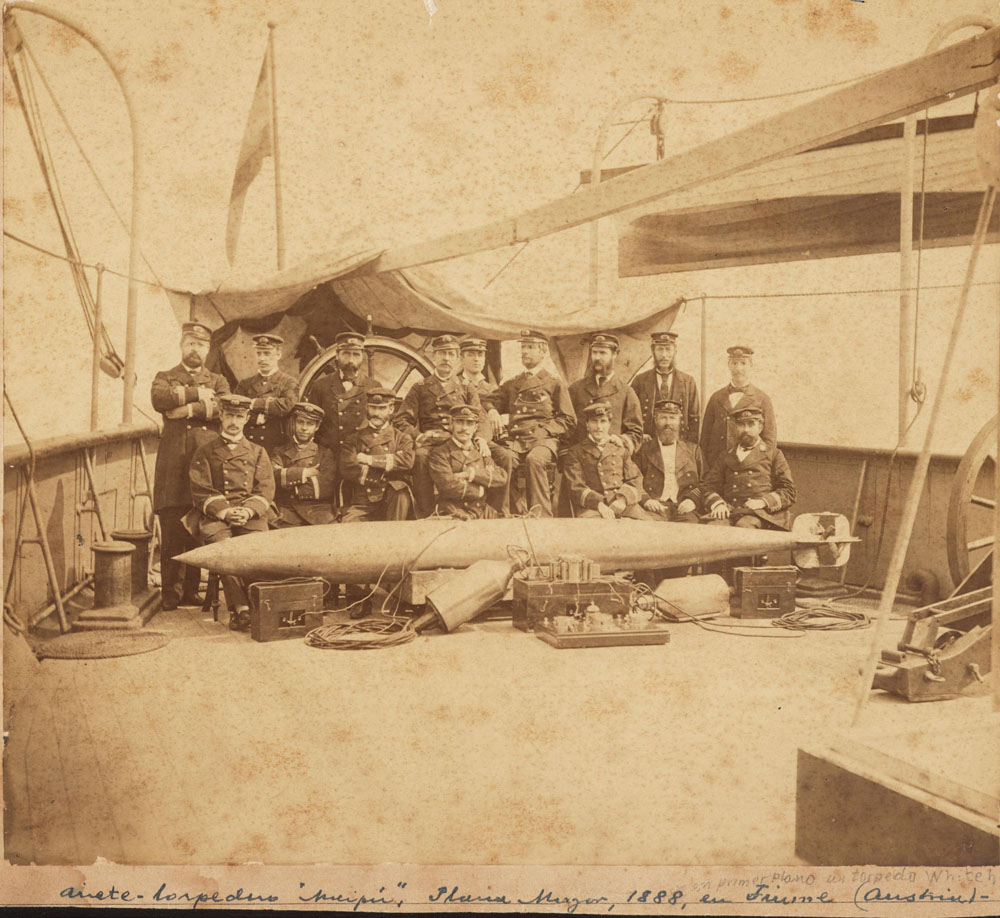
Marinos Argentinos con un Torpedo "Whitehead" a fines del Siglo XIX. García- Mansilla es el cuarto de la fila de abajo (de izquierda a derecha).

Creada en 1881, funcionó en las instalaciones construidas a tal efecto en las inmediaciones del río Luján en 1883, con el ARA Maipú como buque insignia, escuela y madre de torpederas.
García-Mansilla se desempeñó como Subdirector entre los años 1881 y 1885, pasando a ejercer la Dirección en octubre de 1886, gracias a la gran reputación que había adquirido en el uso del arma y en el empleo de las torpederas.

De su iniciativa surgieron modificaciones en el lanzamiento de los torpedos Whitehead, en su mira y en su tamaño. Le preocupó también la aplicación de la electricidad en el uso los mismos.

Es durante este período que, junto al Teniente de Fragata Guillermo Nunes, realiza experimentos con el objeto de reemplazar los complejos sistemas de lanzamiento con aire comprimido de los torpedos Whitehead por el más sencillo y eficaz sistema basado en los gases producidos por la inflamación de la pólvora.

Los experimentos alcanzaron notable éxito empleando cargas de pólvora para el lanzamiento de los torpedos de proa, las cuales se colocaban en un pequeño recipiente roforzado en la tapa de cierre de los tubos lanzatorpedos mientras que para producir la inflamación de la pólvora se utilizó una espoleta de fricción.

### Curioso episodio
Durante 1883, mientras se encontraba de visita a bordo del Monitor "Los Andes" en el río Lujan, fue informado de un accidente sufrido por un buque alemán (el bergantín "Theodor") el cual pedía "auxilio inmediato" ya que corría grave riesgo de naufragar. Inmediatamente reunió un grupo de voluntarios y fue en rescate del barco a bordo de una lancha. Una vez en el buque, asumió el mando de este y (luego de casi 2 días de lucha) lo puso fuera de peligro, dejándolo cerca de la localidad de San Fernando.

Su gestión posibilitó el salvataje del buque y su tripulación, valiéndole el reconocimiento del gobierno alemán y de sus superiores, que lo ascendieron a Capitán por su "brillante conducta".

### Comisionado para la adquisición de nuevas torpederas

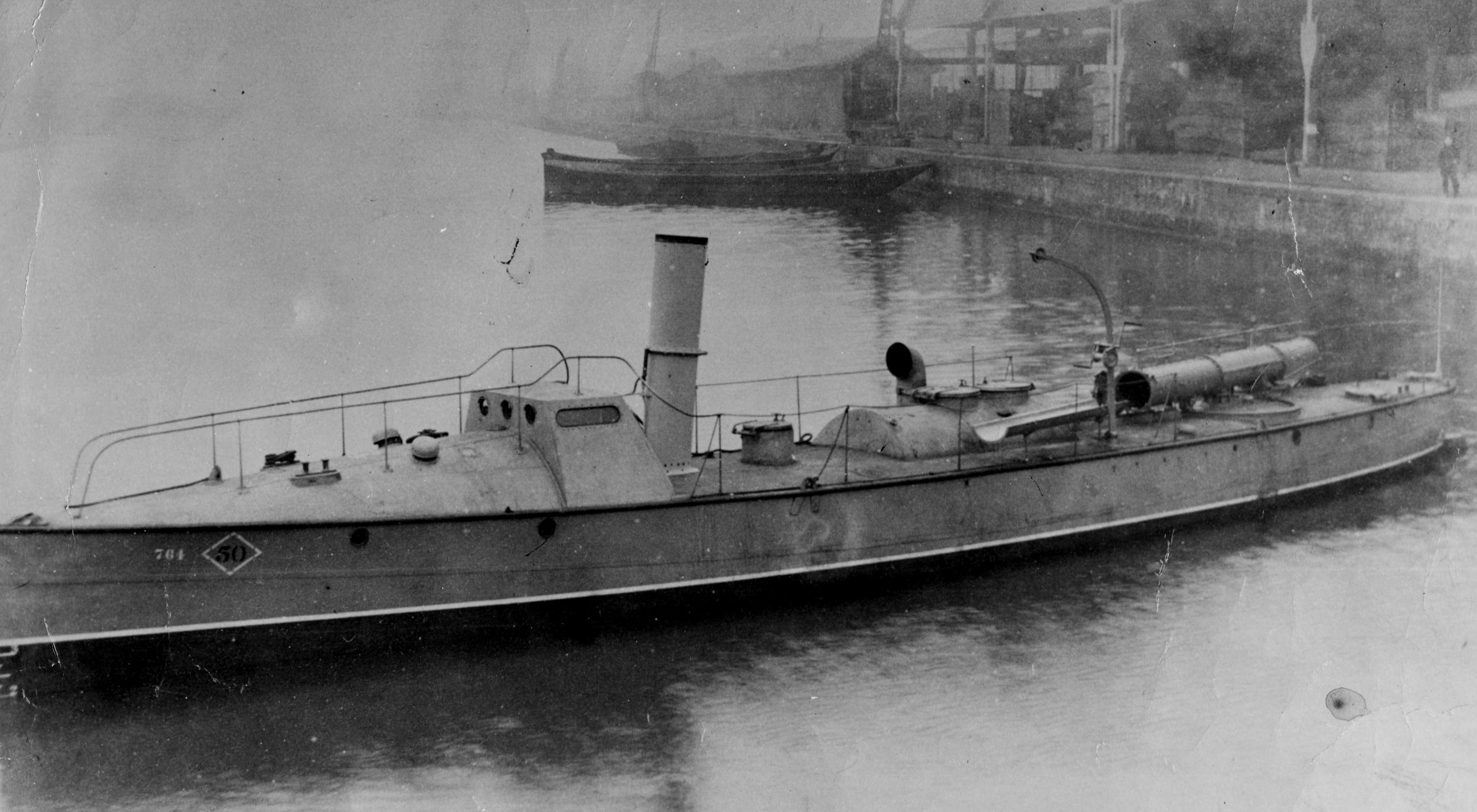
Foto de una de las torpederes clase N.º 50 adquiridas por García-Mansilla en Inglaterra.

En 1889 García-Mansilla dejó temporalmente la Dirección de la "Estación Central de Torpedos" ya que fue comisionado por el Gobierno Nacional para "adquirir ocho unidades torpederas del tipo N.º  50 del Almirantazgo Británico", por lo que se trasladó a la ciudad de Londres donde contrató el 2 de mayo de 1889 la compra de las mentadas torpederas con el astillero Yarrow & Co. ubicado en la isla de Dogs sobre el río Támesis (localidad de Poplar), las cuales fueron numeradas como torpederas de segunda clase N.º  3 al 10.

Estas unidades eran de tamaño muy reducido ya que estaban destinadas principalmente para actuar muy cerca de la costa o en aguas de muy baja profundidad, dentro de zonas protegidas (como bahías o ríos). Además, su pequeño tamaño permitía que fueran cargadas en buques más grandes y trasladadas a cualquier teatro de operaciones (de hecho, así fue como arribaron al país, a bordo de buques mercantes) o incluso cargadas a tierra para burlar un eventual bloqueo.

La gran innovación de estas torpederas clase N.º  50 era que ya no utilizaban el sistema del torpedo de botalón sino que su armamento consistía en un tubo lanzatorpedos giratorio de 14 pulgadas.

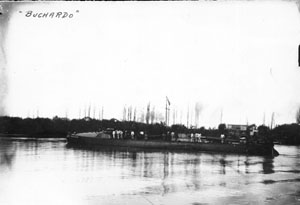
ARA Bouchard, una de las seis torpederas de 1.ª clase "Yarrow" adquiridas luego de la licitación en 1890.

Culminada la supervisión y entrega de las pequeñas torpederas clase N.º  50, se le encomendó realizar una licitación pública para la adquisición de ocho torpederas de primera clase, la cual culminó con el encargo de seis al astillero Yarrow & Sons. y dos a la firma John I. Thornycroft & Company.
 García-Mansilla colaboró activamente en su diseño para adaptarlas al teatro de operaciones rioplatense.

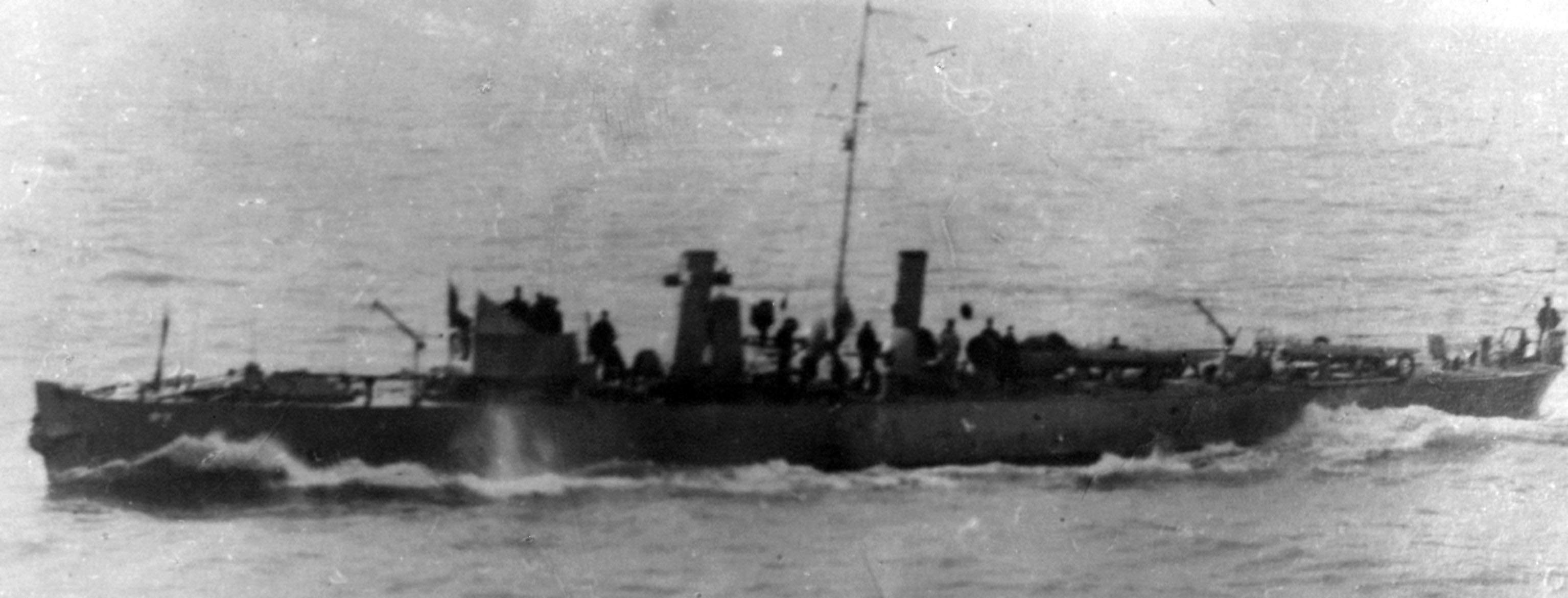
ARA Comodoro Py, gemelo del ARA Murature. Fueron las dos torpederas de 1.ª clase "Thornycroft" adquiridas en 1891.

Las Torpederas de primera clase "Yarrow" fueron adquiridas a un costo de £12.600 cada una, en virtud del contrato firmado en el año 1890. Consistían en unidades de mayor envergadura que las clase N.º  50 ya que desplazaban unas 90 toneladas, tenían una autonomía de 456 millas y contaban con tres tubos lanzatorpedos de 14 pulgadas (una fijo a proa y dos móviles para los disparos por las bandas).

En 1890 las unidades se incorporaron a la recién formada Primera Escuadrilla de torpederas en el apostadero naval de La Plata.
Las torpederas de primera clase "Thornycroft" fueron construidas en 1891 con un costo de £18.000 cada una. Eran ligeramente más grandes que las Yarrow (110 toneladas) lo que les otorgaba una considerable superioridad en su autonomía (1850 millas) debido a las novedosas calderas que poseían y un armamento más pesado, ya que sus tubos lanzatorpedos eran de 18 pulgadas (en lugar de las 14 de las Yarrow).

Estas torpederas se agregaron a las de la Primera Escuadrilla en 1892.

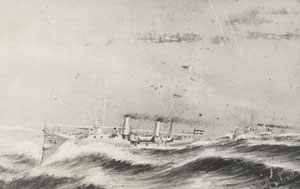
Litografía de la torpedera de alta mar ARA Rosales (gemela del Espora) del reconocido pintor naval A. Silvestrini.

En 1890 se encargó a la firma Laird Brothers de la localidad de Birkenhead, Inglaterra la construcción de dos torpederas de alta mar a un coste de £ 45.000 cada una. En el mes de abril de ese año se terminó con la construcción de ambas, por lo que se comisionó a García-Mansilla (quien había colaborado en su diseño) para su recepción y transporte al país.
 Estas unidades eran de mucho mayor evergadura que las otras adquiridas a Yarrow y Thornycroft (550 toneladas) y su completa autonomía de 3322 millas las hacía capaces de actuar tanto como nodrizas de éstas en los ríos, como en verdaderas unidades autónomas de alta mar. Fueron bautizadas ARA Espora y ARA Rosales. 

La mujer de García-Mansilla fue la madrina del Espora en su ceremonia de botadura el 22 de abril de 1890. En la misma ceremonia el propio García-Mansilla, quien había sido ascendido a Capitán de Fragata, en su carácter de Jefe de División enarboló la insignia patria en el buque.

Ambas naves llegaron al país al año siguiente, participando activamente en la maniobras navales de ese año (las más grandes realizadas hasta entonces) donde se movilizaron 22 unidades torpederas las cuales dispararon unos 298 torpedos bajo la atenta mirada del Presidente de la República Carlos Pellegrini desde el transporte Villarino.
Con la compra de estos buques, se pretendía

"...impedir que una escuadra enemiga estableciese el bloqueo efectivo del Río de la Plata y que las embarcaciones de poco calado del enemigo penetrasen río adentro, bombardeando Buenos Aires y La Plata o internándose en sus grandes afluentes."

### Jefe de la Dirección General de Torpedos
Por decreto presidencial del 28 de abril de 1891, se creó la Dirección General de Torpedos y Defensas Fijas, designándose a García-Mansilla como su Director. El organismo tenía jurisdicción sobre todas las cuestiones técnicas, administrativas y operativas vinculadas al arma de torpedos, incluyendo la elaboración de un Plan de Defensa del Litoral Marítimo y Fluvial.

El 27 de marzo de 1893, elevó al Gobierno su Plan Orgánico para la Defensa del Estuario del río de la Plata, el cual contemplaba la utilización de dos flotillas conformadas por dos grupos de torpederas (cada uno por cuatro torpederas de 1.ª clase) las cuales se relevarían mutuamente, o bien actuarían en forma simultánea 

"...pues solamente así sería posible tener siempre al enemigo en continua alarma"

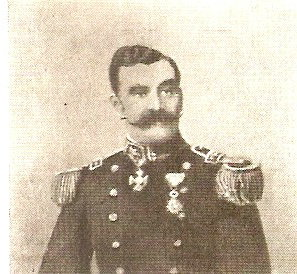
Director de la Dirección General de Torpedos y Defensas Fijas en 1891.

Una de las dos flotillas de 1.ª clase se encontraría aferrada por sus necesidades logísticas al puerto de La Plata, mientras que la otra constituiría la segunda línea de defensa.

Las torpederas de 2.ª clase, más pequeñas, se escalonarían entre Buenos Aires y el Banco Chico para formar la tercera línea de defensa

"...de tal suerte que una escuadra enemiga tendría que flanquear impunemente, sin contar nuestra escuadra de línea, un sistema de defensa compuesto de tres líneas de torpederas antes de llegar a Buenos Aires"

También señalaba la "trampa" en que caería una escuadra enemiga en el supuesto de adentrarse en el interior del estuario, al señalar

"Muy crítica le sería en efecto la situación de un Jefe de escuadra que intentase penetrar con su naves en un paraje tan favorable para el ataque de nuestras torpederas [...] su escuadra, obligada a navegar forzosamente por los canales, no podrá evitar que le corten la retirada y si llega a caer la noche antes de que pueda sacarla afuera, se verá obligada a afrontar un desastre casi seguro. Cuán fácil, en cambio, será el papel de un comandante audaz y resuelto que comande nuestra flotilla, la cual dotada de gran velocidad y capaz de navegar por encima de todos los bancos, podrá elegir la hora y paraje más conveniente para efectuar un ataque."

Juntamente con su "Plan Estratégico Operacional para la Defensa del Río de la Plata", García-Mansilla escribió sus "Instrucciones para los comandantes de torpederas", en las cuales explica las forma de aplicar las tácticas de defensa del estuario.

En ellas recomendaba que la torpedera: 

"...se aproximara (al enemigo) a una marcha regular, no pasando de 3/4 de fuerza hasta el momento de ser apercibida ó que empiece a recibir fuego del enemigo. Forzará entonces la marcha hasta llegar a 600 metros del blanco, como máximo, disparando entonces el torpedo de proa. Se recomienda muy encarecidamente a los comandantes de torpederas, a pesar de estar bajo fuego, acercarse lo más posible al enemigo, siendo unos 200 metros la distancia más favorable al tiro. Se pondrá entonces el timón a una banda ya sea babor o estribor y se hará fuego con los dos torpedos del través en rápida sucesión o aún mejor simultáneamente. Disparados los dos torpedos, las lanchas se replegarán a la capitana para recibir nuevos torpedos o irán al apostadero. Los ataques deberán efectuarse sobre un mismo buque, por grupos de por lo menos tres lanchas, siendo la fila o la demarcación por aleta, la formación más sencilla"

El Plan Estrátegico Operacional, remarcaba la importancia de la inteligencia previa al ataque a fin de ubicar la localización de los blancos y obtener la composición de la fuerza enemiga (apuntando a no desperdiciar los costosos torpedos Whitehead en blancos no rentables y a economizar el uso de carbón).
Fue tal la labor de García-Mansilla al frente de la Dirección General de Torpedos y Defensas Fijas, que el Ministerio de Guerra y Marina expresó en su memoria anual que aquella repartición naval había alcanzado "un grado de organización tan satisfactorio en la defensa nacional que la convertía sin duda alguna en la primera institución de ese género en Sudamérica".

## La Revolución de septiembre de 1893

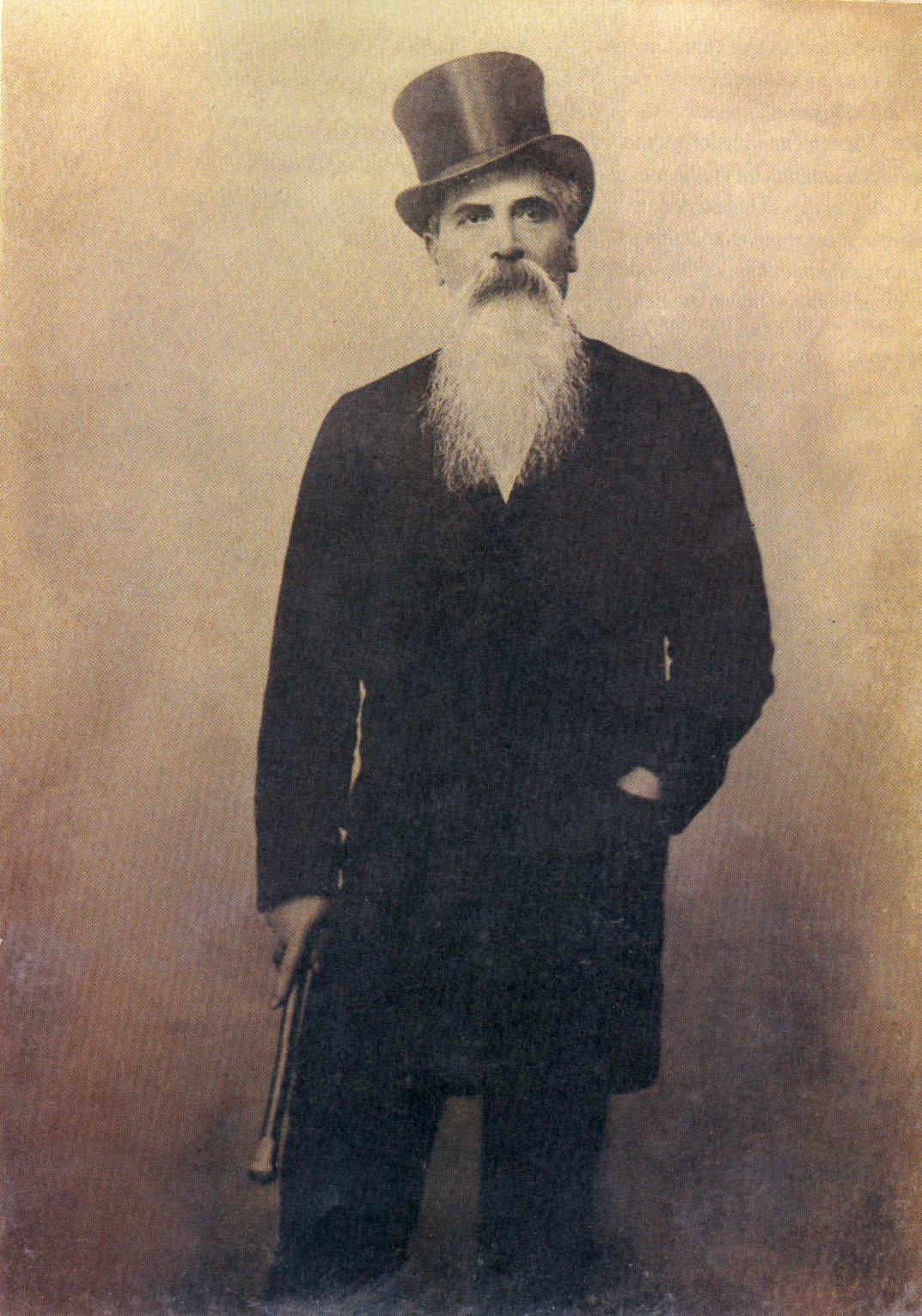
Leandro N. Alem (1842-1896), desató el segundo movimiento revolucionario en septiembre de 1893.

Luego del fracaso de la Revolución Radical llevada a cabo entre julio y agosto de 1893 (encabezada por Hipólito Yrigoyen y Aristóbulo del Valle), el otro gran dirigente de ese partido Leandro N. Alem decidió reanudarla desde la Ciudad de Rosario; donde fue recibido por la población como un héroe y proclamado Presidente de la Nación por una Asamblea Popular. Inmediatamente se organizó un "ejército" de 6.000 hombres, aunque escaso de armas.

No fueron pocos los oficiales navales que simpatizaban con la causa revolucionaria, por lo que varias unidades de la Armada Nacional se plegaron a ella. En el puerto de Rosario, el buque "ARA Los Andes", al mando del teniente de fragata Gerardo Valotta se plegó a la revolución y participó en el Combate naval de El Espinillo; lo mismo hizo la torpedera ARA Murature en el Tigre, que fue sufrió tres muertos, varios heridos y fue severamente dañada por las tropas leales al gobierno.

### El combate Naval del Espinillo
Una vez desatada la Revolución, el Monitor Los Andes zarpó del puerto de Tigre el 24 de septiembre con rumbo a la Provincia de Santa Fe con el objeto de transportar armas para las fuerzas dispuestas por el Gobierno para combatir al "ejército popular" reclutado por Alem.
Cuando navegaba por el río Paraná, el 26 de septiembre se sublevó la plana mayor del buque, al mando del teniente de fragata Gerardo Valotta, adhiriéndose a la Revolución y, luego de apoderarse del buque remolcador Victoria R., cambió de rumbo hacia Rosario (donde entregaron las armas que cargaban a los sublevados).

Ante el giro de las circunstancias, el Gobierno Nacional ordenó que los buques Independencia y Espora se dirigieran inmediatamente a esa ciudad a fin de combatir a los revolucionarios (que ahora contaban con cierto poderío naval).

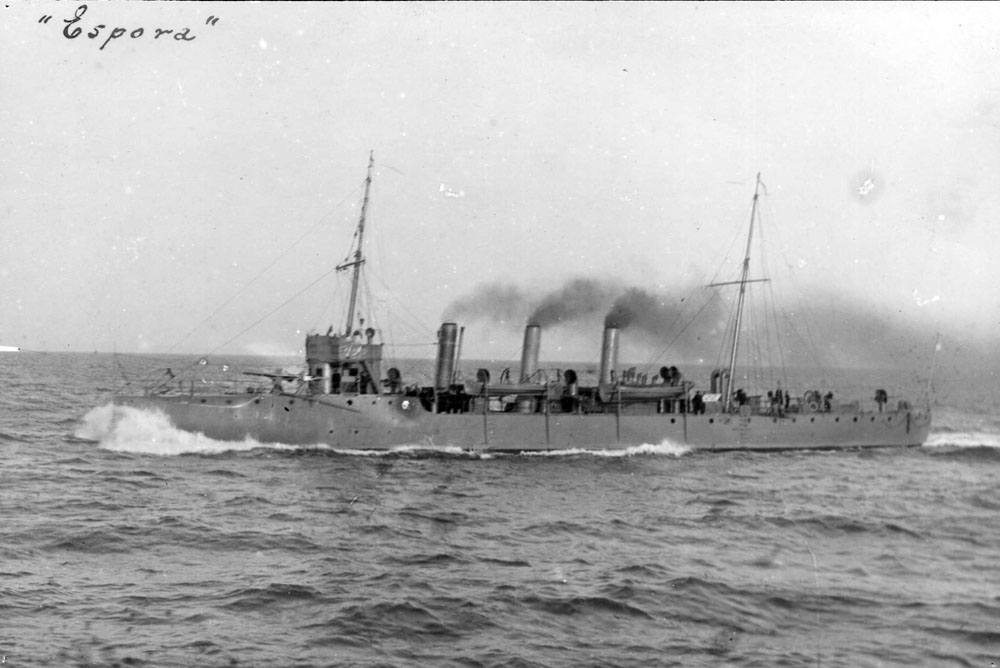
Torpedera de mar ARA Espora. Comandada por García-Mansilla, se enfrentó a los revolucionarios en el Combate Naval del Espinillo.

Sin tiempo que perder, García-Mansilla dejó temporalmente la Dirección de General de Torpedos y asumió el mando del Espora poniendo proa hacia el litoral. 

Es así como el 29 de septiembre a eso de las 10 de la mañana, arribó el Espora (seguido del Independencia) al banco del Espinillo al norte de la Ciudad de Rosario, donde avistó al Los Andes. 

A eso de las 11, el Los Andes abrió fuego desde 4.000 metros con sus cañones Armstrong de 200mm sobre el Espora, sin dar en el blanco. Inmediatamente el Espora respondió con sus cañones Nordenfeldt de 75mm (ya que se le había ordenado no utilizar sus torpedos para no hundir al buque).

Finalmente, el Independencia, que no había podido participar inicialmente en la acción debido a su calado, se situó a distancia de tiro del Los Andes y abrió fuego sobre él con su cañón Krupp de proa de 240 mm.

Durante otros 50 minutos ambas fuerzas intercambiaron disparos de artillería pesada, a los que se sumaron los realizados con la artillería liviana del puerto de Rosario (en manos de los sublevados que tenían una batería volante). 

Hacia eso del mediodía el Los Andes, alcanzado por varios disparos y con un rumbo abierto en la línea de flotación, se refugió entre buques comerciales extranjeros que se hallaban en el puerto. 
Caída la noche, los rebeldes (viendo su posición perdida) rindieron el buque. 

Asegurada la posición del Gobierno en el río se procedió con el desembarco de las tropas; es así como García-Mansilla, acompañado del Capitán del Independencia Edelmiro Correa, desembarcó con sus hombres en la Ciudad de Rosario, aceptando la rendición de los sublevados y asumiendo el control de la Ciudad en forma provisoria (hasta la llegada de las tropas del Gral. Bosch procedentes de Tucumán).

## Jefe del Estado Mayor de la Marina
En 1895 el entonces presidente José Evaristo Uriburu convoca a García-Mansilla para ejercer la jefatura del Estado Mayor General de la Marina (siendo aún Capitán Fragata) en reemplazo del contraalmirante Daniel de Solier (veterano de la guerra del Paraguay).

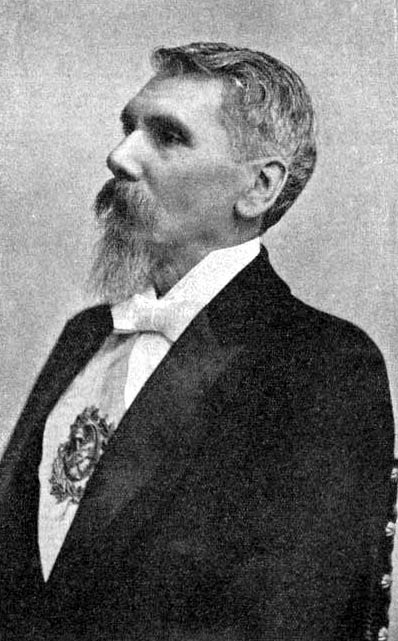
José Evaristo Uriburu (1831-1914), sucedió en la presidencia a Luis Sáenz Peña. En su último año a cargo de la primera magistratura nombró a García-Mansilla Jefe del Estado Mayor de la Armada.

Para el año 1895, las tensiones limítrofes con Chile se encontraban en un nivel creciente y los riesgos de un conflicto cierto eran cada vez más plausibles.

Ante esta circunstancia, el nuevo Jefe del Estado Mayor puso manos a la obra y, a pesar de su corta edad, produjo una verdadera revolución en el arma naval de nuestro país a fin de prepararla lo mejor posible para el eventual conflicto.

Dice Jorge Rafael Bóveda, que

"...durante este período la Marina de Guerra alcanzó niveles de adiestramiento no vistos hasta ese momento."

Por orden general N.º 169/95 mandó crear la ”Escuadra de Instrucción”, compuesta por el crucero torpedero Patria, los cruceros 9 de Julio y 25 de Mayo y el acorazado Almirante Brown.

El Contraalmirante José Moneta deja un interesante testimonio sobre esta labor:

”Este grupo de buques, a cargo de capacitados jefes, marca una época de transición en nuestra marina; se abandonó entonces la vieja rutina de deslumbrar por el brillo de los bronces para dedicarse por completo al empleo eficaz de todas las armas de a bordo. Se trabajaba infatigablemente en toda clase de ejercicios e instrucción personal. García-Mansilla, en su carácter de Jefe de Estado Mayor, aceptaba y estimulaba toda clase de iniciativa de parte de los comandantes u oficiales, siempre que reportaran algún progreso o beneficio para la eficacia de los buques.”

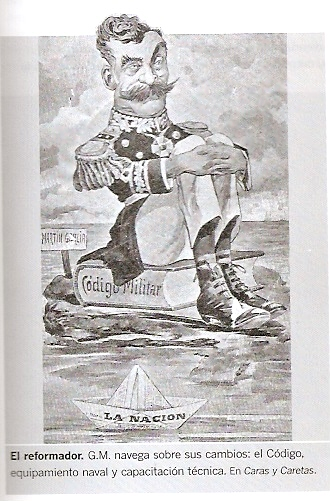
García-Mansilla satirizado en la revista Caras y Caretas debido a la "revolución" generada por sus cambios en la Armada Nacional.

Durante su gestión al mando de la Escuadra Nacional, se supervisó y culminó la construcción de los buques mandados a construir por el anterior Ministro de Guerra y Marina Don Eudoro Balsa como el destructor Santa Fe y el crucero Buenos Aires.
Durante los ejercicios navales de ese año, comandó como Buque insignia del Jefe del Estado Mayor General al acorazado ARA Independencia en las grandes ejercitaciones navales de ese año.
Su obra no se limitó a la supervisión de los ejercicios navales ni a la adquisición de nuevas unidades, también se encargó de reorganizar a fondo la faz administrativa de la fuerza Naval creando la escuela de Cabos de Cañón y las direcciones técnicas de Artillería, Torpedos, Máquinas, Electricidad, Hidrografía, Personal, Faros, Fiscalía, etc.
El 22 de mayo de 1896 se aprobó un proyecto de su autoría que reglamentaba el uso de los uniformes de los Jefes y Oficiales de la Marina, quienes hasta entonces vestían el de la Marina Extranjera en la que habían servido. Hizo aplicar esta resolución rigurosamente, empezando por sí mismo (ya que hasta ese entonces utilizaba el uniforme naval francés).
Estableció las condiciones de ingreso y ascenso del personal subalterno y reglamentó sus insignias, también reglamentó el servicio médico de a bordo y el uso de la espada.
Unificó el hasta entonces “desorganizado” servicio de señales, aplicó nuevos métodos de navegación y maniobra en conjunto, confeccionó el manual del torpedista minero, el del alumno artillero y del foguista. 
 También organizó la Oficina Hidrográfica, reglamentó la Inspección de Instalaciones Eléctricas y creó la Intendencia de Marina.
Consciente de la posibilidad de un eventual conflicto con el país transandino, dio instrucciones secretas para el establecimiento de puertos de refugio, estaciones de carboneo (para reaprovisionar combustible en caso de operaciones de larga duración) y apostaderos (entre otras medidas).
Poco antes de renunciar al cargo, publicó un libro titulado "Estudio sobre evoluciones navales y táctica de combate" el cual dedicó el presidente Uriburu por haberlo convocado a desempeñar 

"el honroso cargo de Jefe de Estado Mayor General de Marina"

### Renuncia y adquisición de nuevos buques

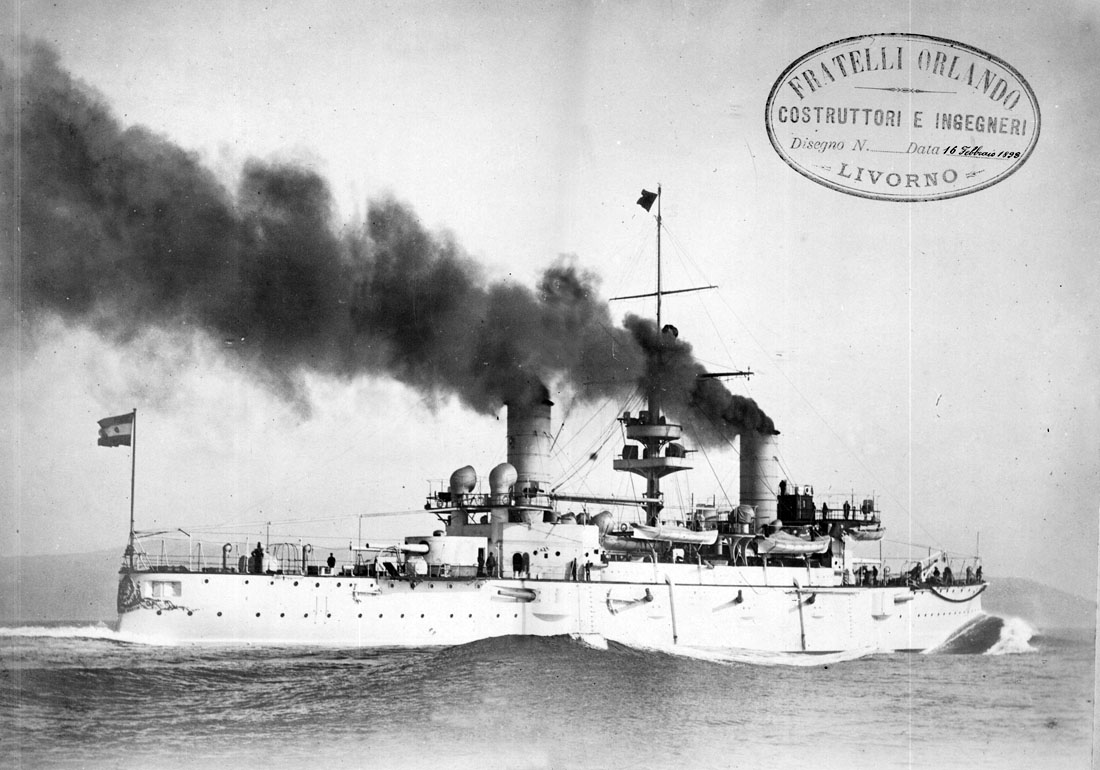
Foto del Crucero Acorazado "General San Martín" traído al país por García-Mansilla en junio de 1898.

El 21 de mayo de 1897 fue designado por el Gobierno como Jefe de la Comisión Naval inspectora del crucero acorazado "Gral. San Martín" en reemplazo del comodoro Martín Rivadavia, hasta entonces inspector jefe.

Considerando asentadas las nuevas bases para la dirección del arma naval, renunció a la jefatura del Estado Mayor General y se embarcó Italia ese mismo año.

Al arribar a la ciudad de Livorno, comenzó con la supervisión de los últimos tramos de la construcción del buque en el astillero Fratelli Orlando de esa ciudad.
Finalizado el alistamiento, se realizaron las pruebas de mar y artillería en la localidad de La Spezia. 

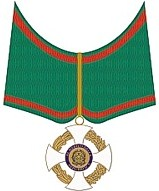
Insignia correspondiente al grado de Commendatore de la Ordine al Merito della Repubblica Italiana, otorgada a García-Mansilla por el rey Humberto I.

El 15 de febrero de 1898 se dispuso su regreso al país comandando dicho buque, ocasión en la que el rey Humberto le confirió el grado de Commendatore de la Ordine al Merito della Repubblica Italiana. 

Finalmente, el 25 de abril se afirma el pabellón argentino en el buque y zarpa de regreso a la Argentina, incorporándose a la escuadra el 13 de junio de ese año.

Más tarde ese mismo año, vuelve a Livorno a fin de recibir el gemelo del San Martín, el ARA Gral. Belgrano. Una vez completado y artillado el buque, se realizan las pruebas de máquinas y tiro de artillería pertinentes bajo el control del personal del propio astillero y de la Comisión Inspectora Argentina, dirigida por García Mansilla.

Terminado su alistamiento, comanda el buque de regreso al país zarpando el 8 de octubre y arribando el 6 de noviembre donde es incorporado a la recién creada División Bahía Blanca, con fondeadero en el nuevo Puerto Militar. 

Inmediatamente, García-Mansilla es puesto al frente de esta división la cual se encontraba compuesta del crucero Buenos Aires y de los cruceros acorazados clase Giuseppe Garibaldi Belgrano, Pueyrredón, San Martín y Garibaldi.

## Conflicto con Chile
Hacia fines del siglo XIX, las tensiones con Chile se encontraban en su punto más álgido.
 La escalada armamentista entre los dos países se potenciaba año a año, amenazando con materializar un conflicto que parecía cada vez más inminente.

### Plan Naval en caso de Guerra
Ante este escenario, García-Mansilla redacta un informe titulado “Breve Estudio sobre las Operaciones Navales en caso de Guerra con Chile”, en el cual delineaba a grandes rasgos los pasos a seguir en caso de que estallaran las hostilidades.

En dicho informe, no preveía en lo inmediato un ataque directo al corazón del Río de la Plata ya que consideraba que la Armada Chilena debería comprometer el grueso de sus fuerzas en resguardar sus propias costas.

Teniendo en cuenta esta gran ventaja táctica, consideraba que la Argentina de las costas de Bahía Blanca hacia el sur sería

"invulnerable a la acción de una escuadra enemiga por la sencilla razón de que no existen en ella (la costa Argentina) poblaciones de importancia sobre el mar, y que las únicas riquezas que podrían destruirse (…) están desparramadas sobre grandes extensiones de territorio. (…) No habiendo nada valioso que resguardar sobre las costas (argentinas) el problema de la defensa queda resuelto de por sí y nos proporciona la enorme ventaja de poder disponer de todas nuestras fuerzas navales para fines puramente ofensivos –haciendo que a igualdad numérica, nuestra escuadra siempre resultará superior a la enemiga, por el hecho de que podemos disponer todos nuestros buques para el ataque. En cambio la costa de Chile posee desde Valdivia hacia el extremo norte un gran número de poblaciones (…) que adolecen todas del grave inconveniente de estar situadas sobre la misma costa, y por lo tanto, expuestas a ser hostilizadas, bombardeadas o sometidas a acciones de guerra por el solo hecho de presentarse, por pocas horas, delante de ellos un solo crucero enemigo."

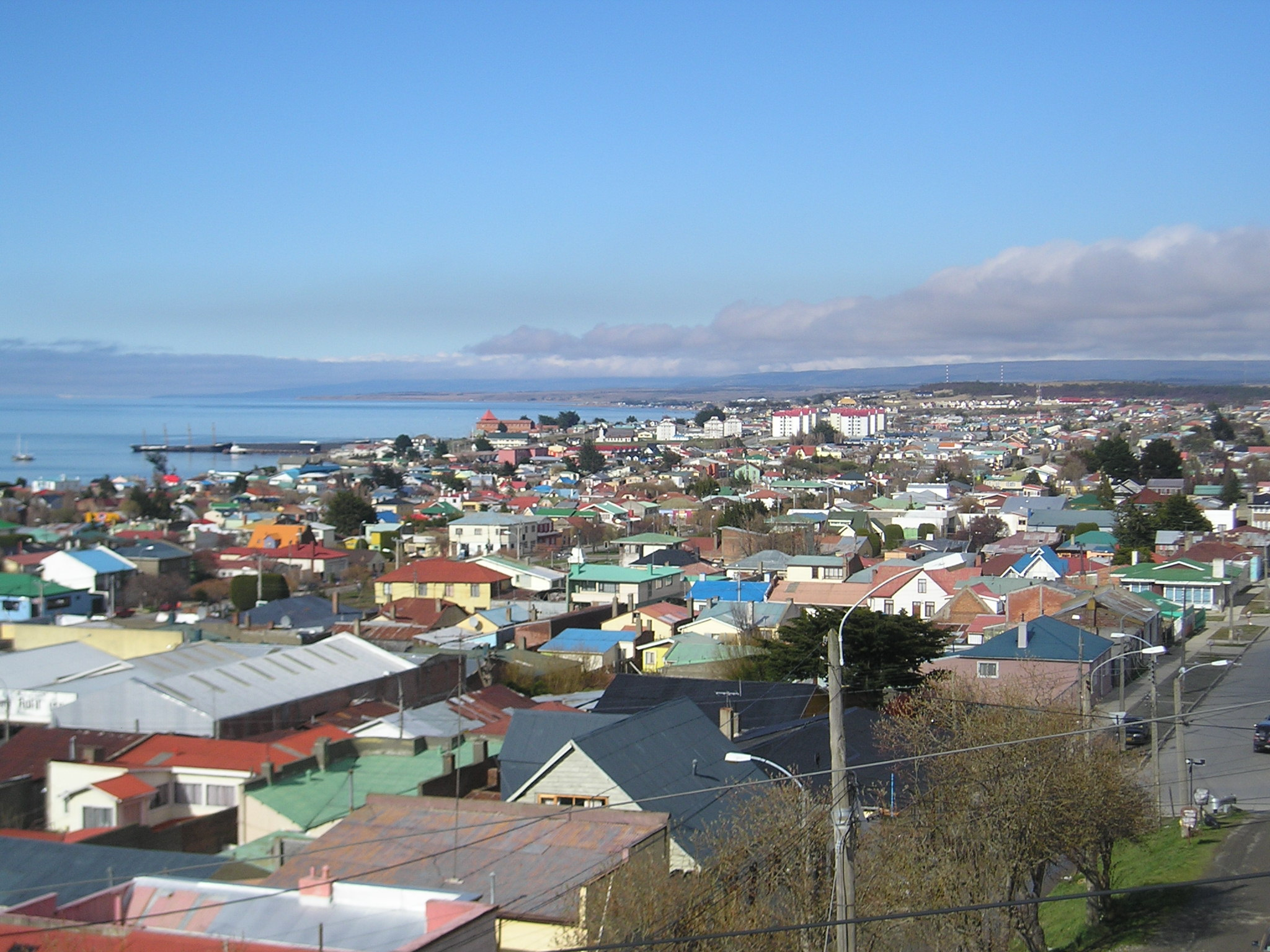
Vista actual de la localidad chilena de Punta Arenas. Conforme el plan de García-Mansilla, este centro de aprovisionamiento debía ser capturado rápidamente para privar al enemigo de recursos.

En virtud de estas reflexiones no esperaba que la escuadra chilena, de tomar medidas ofensivas, lograra pasar más allá de Santa Cruz ya que de pretender aventurarse a Bahía Blanca se alejaría demasiado de sus centro de aprovisionamiento (Talcahuano, Puerto Montt y Punta Arenas) y sería interceptada fácilmente por la nuestra.

Otro de los puntos centrales del plan consistía en la rápida captura de Punta Arenas mediante el empleo de una división ligera de no menos de 3 buques con el objeto de tomar

"rápida posesión de la población e inutilizarla como centro de recursos para el enemigo"

Con esta acción se inutilizaría uno de los centros más australes de carboneo del enemigo, transformándolo a su vez en uno de avanzada propio.

A pesar de que la red de carboneo de la armada nacional se había extendido considerablemente gracias a las instrucciones secretas que impartió cuando ejercía la jefatura del Estado Mayor, recomendaba que la base de operaciones de la escuadra se mantuviera sobre el Océano Atlántico y a una distancia prudencial del Estrecho de Magallanes.

Como todo buen hombre de armas, si bien creía poco probable el accionar ofensivo de la escuadra trasandina previó que para impedir el desplazamiento de gran parte de sus fuerzas al Atlántico se enviase uno de nuestros buques en misión independiente al Océano Pacífico. 

Para ello disponía:

"el crucero más rápido (en ese entonces el Buenos Aires), escoltado por el Pampa (buque de transporte) debería pasar al Pacífico haciendo una derrota que lo alejara por lo menos a 300 metros de la costa y hacerse ver a la altura de Iquique en la región salitrera. Ello tendrá por objeto obligar a la escuadra de Chile a mantener parte de sus fuerzas en el Pacífico, so pena de dejar indefensa la región más rica de su litoral. Este crucero operará discrecionalmente teniendo muy en cuenta su aprovisionamiento de combustible que deberá reponer en algún puerto del Perú, o en las islas, buscando caletas o puntos convenientes donde se habrá mandado vapores carboneros fletados de algún puerto de California. Estas pequeñas operaciones preliminares serían de incalculable efecto moral y las reputo de la mayor importancia."

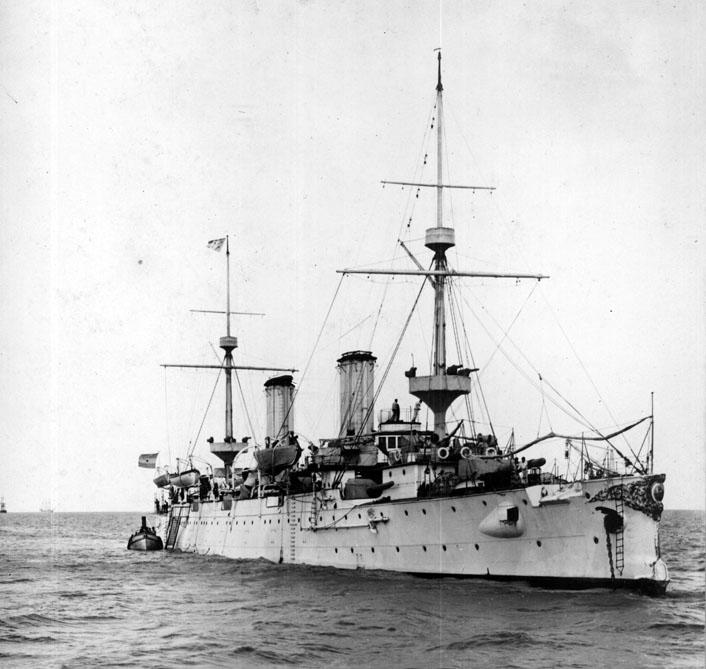
Crucero Buenos Aires. En virtud del plan de García-Mansilla, sería el encargado de hostigar la costa chilena en caso de conflicto con ese país.

Ante el supuesto de un enfrentamiento cara a cara con la escuadra chilena, observaba:

"...no debemos librar el combate dentro del estrecho (de Magallanes), porque no es superior en embarcaciones torpederas tipo destroyer y torpederas de mar la escuadra enemiga y no nos conviene exponer nuestras grandes unidades a los efectos de un tiro feliz de cualquier torpedero enemigo (…) Además, para desarrollar toda su potencialidad militar nuestra escuadra necesita poder disponer de un espacio libre de mar, para maniobrar y evolucionar con soltura, maniobras que nos resultarían provechosas por nuestra mayor práctica, uniformidad y cohesión en las escuadras. Bajo ningún pretexto debemos sacrificar ésta característica de nuestra escuadra adquirida a coste de grandes sacrificios y numerosos ejercicios de evolución."

Como se puede apreciar, la Argentina se encontraba muy preparada para afrontar un eventual conflicto con el país vecino.
Con respecto a este plan, afirma Jorge Rafael Bóveda:

"Todo indica que en caso de una guerra con Chile era el candidato más firme (García Mansilla) a comandar la escuadra de mar argentina, no sólo por su prestigio como oficial naval, sino también por sus expertos conocimientos en táctica. Su trabajo intitulado: Breve Estudio sobre las Operaciones Navales en caso de Guerra con Chile, apuntala esta hipótesis."

### Las maniobras Navales de 1902
Para el año 1902, la llamada “paz armada” había alcanzado un grado de tirantez tal que se decidió realizar maniobras con toda la escuadra con el objeto de mejorar su funcionamiento general, pero principalmente con la idea de disuadir al vecino país mediante la demostración del poderío naval argentino.

#### Composición de la Escuadra
Los buques que participaron en las maniobras se dividieron en dos grandes grupos, los de mar y los de río. García-Mansilla, quien en ese entonces se desempeñaba como Director de la Escuela Naval Militar, dejó el cargo al ser designado para comandar la 2.ª. División de Mar en las maniobras.
La escuadra de mar, se subdividió a su vez en tres divisiones; la 1.º, con apostadero en Puerto Belgrano, estaba compuesta por los cruceros acorazados “San Martín”, “Pueyrredón”, “Belgrano” y “Garibaldi” y era comandada por el Comodoro Artilio Barilari.

La 2.º, con apostadero en Mar del Plata, estaba compuesta por los cruceros “Buenos Aires”, “9 de Julio”, “25 de Mayo” y “Patria” y era comandada por García-Mansilla.

Por último, la 3.º con apostadero en Buenos Aires y comandada por el Teniente de Navío José Moneta, estaba compuesta por los acorazados "Almirante Brown”, "Libertad”, "Independencia" y el crucero "Patagonia".

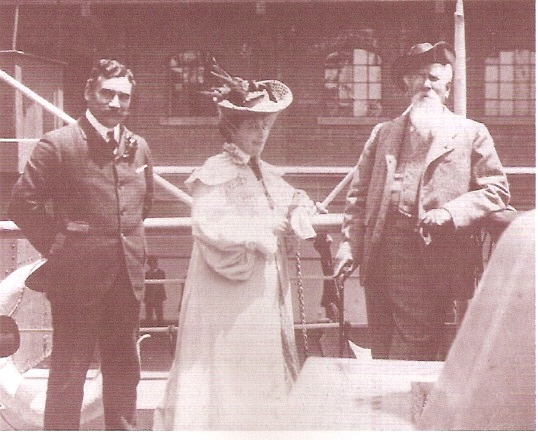
García-Mansilla con su cónyuge Angélica García Cortina y su tío Lucio V. Mansilla, en la fragata Sarmiento antes de realizarse las maniobras.

La escuadra de “Defensa General del Río de la Plata”, se conformaba por cuatro divisiones apostadas en Río Santiago: la 1.º estaba conformada por lo Monitores “El Plata” y “Los Andes”, la Corbeta "Uruguay", los Avisos "Vigilante" y "Resguardo" y la Fragata "Presidente Sarmiento" como auxiliar y era comandada por el Capitán Feilberg.

La 2.º, comandada por el Capitán de Fragata Adolfo Díaz se encontraba conformada por la torpedera de alta mar "Espora"; las torpederas tipo "destroyer" Santa Fe (hundida en 1897), "Entre Ríos", "Misiones" y "Corrientes"; las torpederas de primera clase Thornycroft "Comodoro Murature” y "Comodoro Py" y el transporte “25 de Mayo”.

La 3.º, comandada por el Teniente de Navío José Moneta, se conformaba con las torpederas de primera clase Yarrow "Bouchard”, "Pinedo”, "Jorge”, "King”, "Bathurst" y "Thorne" más el Transporte "Ushuaia".

Cerrando la fuerza de río, la 4.º división, comandada por el Teniente de Navío Leopoldo Gard, se componía de las torpederas de segunda clase o de río "Alerta”, "Ferré”, "Enrique Py" y las Torpederas Tipo Nro. 50 de segunda clase números 3, 4, 5, 6, 7, 8, 9 y 10.
Por último, una división de “Defensa fija submarina”, comandada por el Teniente de Fragata Nicolás Bárbara y formada por el Transporte "República", el Minador "Fulton" y las torpederas de segunda clase Nros. 1 y 2, más algunas unidades menores y cables eléctricos cerraban la escuadra que conformaría las maniobras navales más grandes que hubiera visto el país.

#### Las maniobras
Una vez alistada la escuadra y finalizados los preparativos, el 1 de febrero se comienza con el fondeo de minas eléctricas entre Punta Atalaya y Banco Chico.
Las maniobras se desarrollaron en varias etapas, distinguiéndose dos grandes de "Bloqueo del Río de la Plata" y otra de ejercicios en alta mar.

La crucial importancia que revestían se puede constatar en el "Plan General para el bloqueo del Río de la Plata y entrada a viva fuerza" escrito por García-Mansilla, en donde afirma:

"Estas operaciones son las más importantes de todas las que tendremos que realizar, pues ellas tienen por propósito asegurar los medios eficaces para franquear el único obstáculo que encontraría una fuerza naval (chilena), de la importancia de la nuestra, para llegar a Buenos Aires."

En la primera etapa, se preparó un ataque simulado por una escuadra "enemiga" con el objeto de tomar el Arsenal de río Santiago y bombardear Buenos Aires.

Al mando de la flota "atacante", García-Mansilla procede a intentar el bloqueo del Río de la Plata, simulando ser fuerzas enemigas.
 Estos ejercicios se prolongan entre el 5 y el 19 de ese mes, dando los árbitros como triunfantes a las fuerzas bloqueadoras luego de ser “atacadas” por las de “Defensa General”.
Con respecto al desarrollo de esta primera etapa, García-Mansilla escribe en su "Parte de la Escuadra de Bloqueo" que:

"(...) en todos los casos he conseguido realizar sin tropiezo, el plan que me había trazado de antemano, no encontrando por parte de la defensa ningún obstáculo a la realización de mis miras. Apoderarme de Punta Indio y cerrar los angostos pasos que existen en ese paraje de nuestro gran río fue mi primer desideratum y lo obtuve, consiguiendo llegar en buena hora a ese punto y fondear (simuladamente) por medio del "Patria" dos líneas de minas mecánicas de 30 kilos, carga más que suficiente para lo que tenía en vista, es decir, cerrar por completo el paso, averiar seriamente a las torpederas enemigas y buques mercantes que no atendiendo a mi notificación pretendieran entrar o salir de noche por estos angostos canales."

Sin perjuicio de ello, destaca:

"(...) es mi deber reconocer, que descartando el empleo demasiado frecuente que hicieron de las luces de navegación y proyectores, y tomando en cuenta los inconvenientes que sufrían las torpederas por la claridad de la luna y el carbón poco apropiado que empleaban, los jóvenes jefes y oficiales de defensa se han desempeñado con destreza, aplomo e infatigable actividad."

De hecho, durante esta primera etapa se dio un osado ataque de la torpedera "Bouchard" al crucero "Patria" que, si bien no generó la "pérdida" del crucero, motivó al comandante de la flota bloqueadora a plasmar en su informe:

"Debo señalar sin embargo, que el comandante de la torpedera (Moneta) trajo un ataque muy hábilmente llevado al "Patria", razón por la cual lo llamé a mi bordo (el "Buenos Aires") y lo felicité."

En una segunda etapa, se lleva a cabo un ejercicio de simulación de escolta, defensa y ataque de un convoy. 

Dicho convoy es compuesto por los transportes "Chaco", "Pampa”, "Guardia Nacional" y "1.º de Mayo" los cuales llevan tropas de desembarco a bordo que se dirigen hacia Buenos Aires. El convoy va protegido por los Acorazados "Almirante Brown", "Libertad" e "Independencia" y escoltados por el crucero "Patagonia" y las torpederas "Espora", "Misiones", "Corrientes" y "Entre Ríos". Posteriormente, refuerzan esta fuerza de escolta los cruceros acorazados “San Martín”’’, “Pueyrredón”’’, “Belgrano”’’ y “Garibaldi”’’ y los avisos "Tehuelche" y "Fueguino". 

La fuerza enemiga está constituida por la 2.º División de mar, comandada por García-Mansilla.

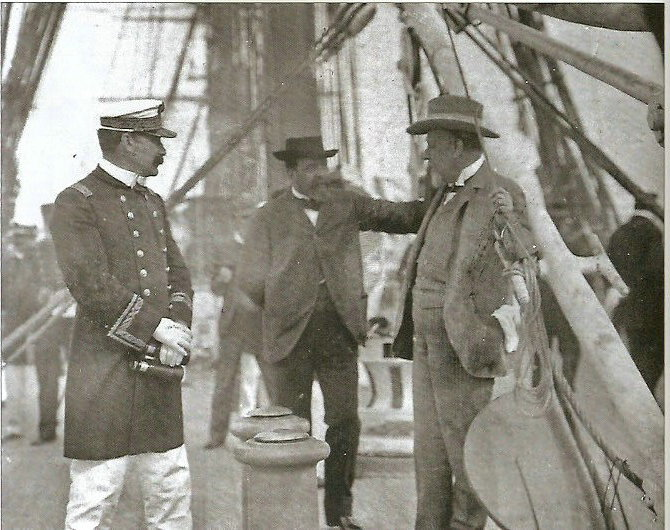
García-Mansilla con el presidente Julio A. Roca, a bordo de la fragata "Sarmiento" desde donde dirigió la revista naval realizada frente a Mar del Plata luego de concluidas las maniobras.

Se determina que, si antes de llegar a San Antonio los atacantes logran colocarse a menos de tres millas del convoy, éste se considera perdido. La escuadra atacante logra ubicarse a menos de esta distancia, considerándosela vencedora en el ejercicio.
 Luego de estas ejercitaciones, se procede a efectuar tiro de combate por lo que se procede con el disparo de proyectiles de todos los calibres y el lanzamiento de torpedos. Posteriormente, se realizan diversas evoluciones por divisiones.

Finalizadas las maniobras, el 5 de marzo se hace una gran revista naval en Mar del Plata, observada por el presidente de la República Julio A. Roca desde la Fragata Sarmiento (capitaneada en la ocasión por García-Mansilla), con los buques divididos en cinco divisiones que "desfilaron" a media milla del muelle.
Es indudable que sólo la capacidad de comunicación y planeamiento de los altos mandos y la efectividad del adiestramiento de los comandos y tripulaciones permitió realizar la enorme empresa de comprometer más de sesenta unidades de guerra en el mar y el río.

Con la realización de las Grandes maniobras, quedó demostrado que la Argentina contaba con un verdadero poder marítimo, hecho constatado por los obervadores de los diversos países que las presenciaron.
Es también probable que esta demostración de poder naval haya tenido un efecto disuasivo en los altos mandos del país vecino, ya que poco tiempo después ese mismo año se firma el "Tratado de Equivalencia Naval, Paz y Amistad con Chile" que pone fin al conflicto y evita mediante la diplomacia lo que parecía una guerra segura.

## Director la Escuela Naval Militar
Para comienzos del siglo XX, García-Mansilla se había convertido en uno de los oficiales más experimentados y capaces de la Armada, por lo que no fue de sorprender que el 21 de marzo de 1900 se lo designara "Comandante Director" de la Escuela Naval Militar en reemplazo del Capitán de Navío Edelmiro Correa, puesto que es considerado un gran honor dentro de la fuerza.
Si bien casi 15 años antes ya había formado parte de la Institución como profesor de torpedos durante la Dirección del Capitán de Navío Eugenio Bachmann, es en este período en que implementa cambios radicales en la gestión de la "Escuela Naval" que sentaría las bases sobre las cuales aún hoy día se desempeña.

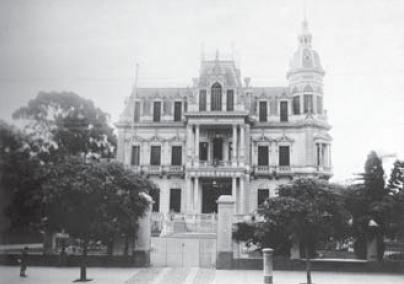
Palacio Videla Dorna, ubicado en el barrio porteño de Caballito. Fue sede de la Escuela Naval Militar durante 10 años (1899-1909).

Con el traslado de la sede al barrio de Caballito el año anterior, se agregaron el laboratorio de química, un gabinete de física, departamento de máquinas, sala de torpedos, batería de cañones, salón de esgrima, gimnasio, pabellón de cronómetros e instrumentos meteorológicos, museo, biblioteca con más de 1.600 volúmenes y talleres de imprenta y encuadernación.
En su gestión al mando de esta Escuela, imprimió a los estudios un carácter eminentemente profesional, introdujo reformas necesarias en su reglamente orgánico y plan de estudios, creando en forma paralela al curso del cuerpo general, el de ingenieros maquinistas y electricistas.
las modificaciones al reglamento y plan de estudios que introdujo, revelan su preocupación por renovar la instrucción dándole un sentido más profesional y realista a los aspirantes para dotarlos del conocimiento prático necesario que luego deberían emplear como oficiales, por ello se realizaban visitas frecuentes a buques, arsenales, polígonos, talleres y puertos, sin perder el hincapié en el aspecto teórico (logrando crear el perfil de marinero profesional y científico que caracteriza a nuestra armada).

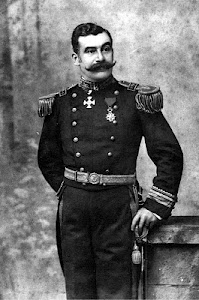
Foto de García-Mansilla en tiempos en que se desempeñaba como Director de la Escuela Naval Militar.

Durante su dirección también se creó el escudo de la "Escuela Naval" y se instituyó el "Día del Cadete" el cual se celebra en un día de la semana correspondiente a su creación.
Introdujo el cine los jueves después de cenar para proyectar películas que mostraran las maniobras de las grandes escuadras.
A principios de 1902 dejó la Dirección de la escuela para participar en las maniobras navales de ese año y luego fue comisionado a Europa para vigilar la construcción de los cruceros acorazadas "Moreno" y "Rivadavia".
Su segundo período al frente de la institución, comenzó el 28 de diciembre de 1906 y se prolongó hasta su muerte el 18 de agosto de 1910.
En 1907, presidió la comisión encargada de revisar la totalidad de los planes de estudio de la escuela y del curso de aplicación para oficiales a fin de adaptarlos a los últimos avances navales.
En oportunidad de los festejos conmemorativos del Centenario Argentino en 1910, comandó la Brigada de Marina que representó a la Armada Argentina en dichos festejos.
Sus últimos meses como Director los pasó en la nueva sede de Río Santiago. A pedido de los oficiales que cursaban la Escuela de Aplicación, dio una serie de conferencias sobre táctica naval las cuales quedaron inconclusas por su repentina muerte. Estas conferencias fueron reunidas y editadas en un libro titulado "Conferencias de Táctica Naval" en forma póstuma en 1911 por la Escuela Naval.
Según rescata Jorge Bóveda, García-Mansilla fue para la Escuela Naval

"El hombre indicado en el lugar indicado" por su alto ejemplo de cultura, no solo intelectual sino también social y moral para los futuros oficiales. Su erudita preparación le permitía dirigir eficazmente la enseñanza y abordar con aplomo los más diversos estudios y problemas profesionales

## Sus obras fuera de la Armada Nacional

### Fundador y presidente de dos prestigiosas instituciones navales

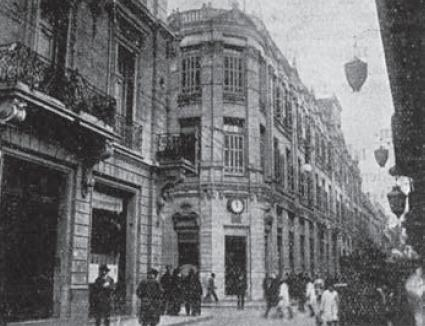
Centro Naval. Foto del domicilio de Santiago Albarracín, que hizo las veces de sede durante sus primeros años, ubicada en la esquina de las calles Reconquista y Corrientes, Ciudad de Buenos Aires.

El día 2 de mayo de 1882, se reunió en la Escuela Naval, ubicada aquel entonces en un predio sobre la Avenida Callao entre Bella Vista (actual Quintana) y la Barranca del Río (actual Avenida Alvear), un grupo de jóvenes oficiales que hacía cierto tiempo tenían la idea de formar una asociación con el objeto de apoyarse mutuamente tanto en sus asuntos profesionales como en aquellos que resultaran de interés para los miembros.

El diario La Prensa publicó al día siguiente los conceptos vertidos por García-Mansilla en la reunión, quien destacó la brillante labor que habían hecho los representantes de la Armada Argentina en Europa, su participación en las exploraciones a los ríos Limay y Negro y terminó brindando por ellos, sus profesores y la prosperidad de la Armada.
Luego del brindis, el Subteniente Santiago Albarracín se puso de pie y comentó la idea de fundar una sociedad o centro de reunión para los Oficiales Subalternos de la Armada, idea que fue muy bien recibida. 
Al día siguiente en los festejos con ocasión del egreso de nuevos Subtenientes, se acordó reunirse el próximo día en la casa de Albarracín para plasmar en un acta todas estas ideas.

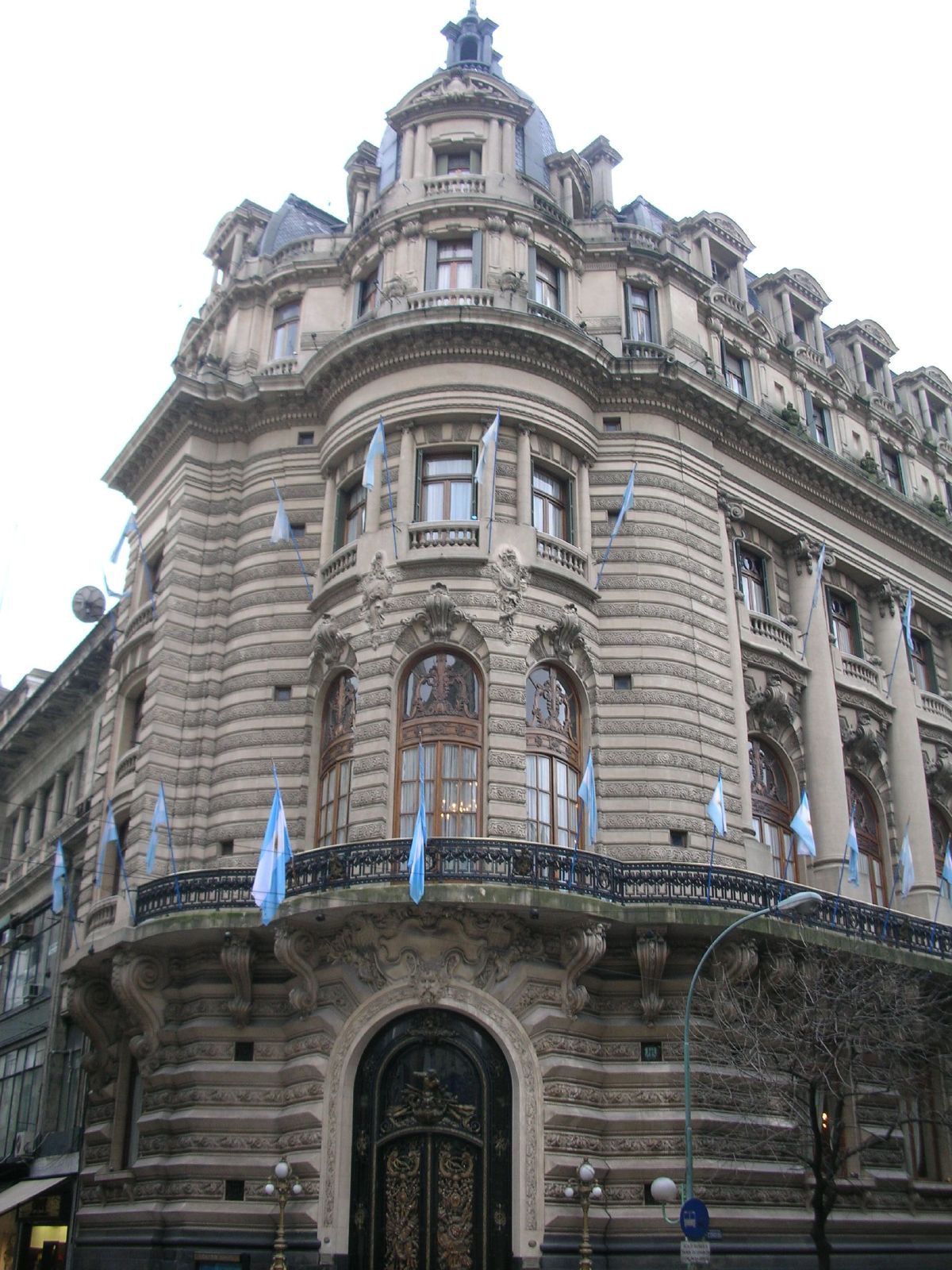
Centro Naval. Foto de su sede actual en la esquina de las calles Córdoba y Florida, Ciudad de Buenos Aires.

En la reunión acontecida en lo de Albarracín, comenzó utilizando la palabra el profesor Pastor, quien remarcó que ya no era para nadie un secreto que en los altos círculos de la Armada existían "rivalidades y divergencias graves que llegaban a exteriorizarse en detrimento de la marcha regular de la institución". 
Culminó su disertación afirmando en nombre de sus colegas profesores, que "estaban dispuestos a secundar la acción de estos jóvenes oficiales que levantaban una bandera simpática para todos bajo el lema Unión y Trabajo, dejando de lado los intereses personales".

A continuación tomó la palabra García-Mansilla, quien manifestó su "Íntima satisfacción al encontrarse rodeado de camaradas tan bien dispuestos para realizar una obra tan necesaria como patriótica" y de cómo ello influiría positivamente en el desarrollo de la Armada alejando pasiones partidistas, personales o políticas. Luego de los aplausos se lo designó para presidir el acto, por lo que el profesor Pastor le cedió su silla.
 En la reunión se proclamó por unanimidad la primera Comisión Directiva, con García-Mansilla como presidente. 
A pedido del flamante primer Presidente, se aprobó la moción de nombrar Presidentes Honorarios al "Señor Ministro de Guerra y Marina, General Dr. Benjamín Victorica" y al "Señor General Domingo Faustino Sarmiento" (haciendo presente que fue durante la presidencia de Sarmiento que se fundó la Escuela Naval y se adquirieron los primeros buques de la Armada).
En su primer discurso como presidente, manifestó:

"Camaradas y Compañeros: Aceptad mi sincero agradecimiento por la distinción y honor que me habéis dispensado, nombrándome Presidente del Centro Naval. ¿Qué mayor satisfacción puede sentir un Oficial que la de verse apreciado y estimado por sus hermanos de armas? Inspirarles confianza, conciliarse su amistad, ¡estas son cosas que llenan el alma! El juicio de los iguales es siempre el más precioso porque es a la vez el más severo y el más seguro. Si solo contara con mis esfuerzos, camaradas, no podría responder a vuestra confianza, pero cuento con el apoyo de todos vosotros, cuento con vuestros consejos, con vuestros conocimientos, y, más que todo, cuento con vuestra indulgencia."

También dedicó unas palabras a los oficiales extranjeros que presenciaron el acto:

"En cuanto a los oficiales estrangeros, que se han dignado acompañarnos, no hacen sino dar una prueba de los sentimientos de compañersimo que unen a todos los marinos del mundo, sea cual fuere su bandera. La fraternidad es máxima santa en la marina, máxima puesta continuamente en práctica con sencillez cristiana. Todos son hijos de una misma patria: La Mar."

Ese 4 de mayo de 1882, en la casa de Santiago Albarracín, se fundaba una de las más prestigiosas instituciones navales de nuestro país: el Centro Naval. 

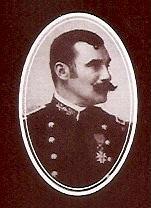
García-Mansilla en tiempos de la fundación del Centro Naval.

Poco tiempo después, el 15 de junio de ese año dio la primera conferencia en el Centro Naval, disertando sobre el tema Torpedos.
En 1887, el ya Capitán de Fragata Leopoldo Funes explicó porqué se había decidido designar presidente a García-Mansilla: 

"Para alejar aún más la posibilidad de que, llamando a unos y otros de nuestros compañeros, pudieran subsistir las mismas rivalidades porque los unos pertenecían a tal o cual buque, o que servían bajo las órdenes de este y aquel Jefe, elegimos ocupar el puesto de Presidente de la Asociación a uno de nuestros compañeros de armas más distinguidos, que se ha educado lejos de todas esas intrigas mezquinas y que, por tanto, mal puede despertar rivalidades ni encontrar resistencias; ese oficial es el que hoy llamamos Teniente de Fragata Manuel José García-Mansilla."

Otro discurso de García-Mansilla pinta de cuerpo entero los ideales de aquellos jóvenes oficiales:

"Como consecuencia del móvil que nos anima y del noble estimulo que sabe evocar, veremos magnificarse los esfuerzos de los oficiales, dedicándose con especial anhela al trabajo, que eleva y fortifica; teniendo siempre por base, señores, la guía más segura del soldado: la disciplina (...)Estimulados por el ejemplo recíproco, ajenos a mezquinas rivalidades, animados por los sentimientos de verdadero compañerismo, llegara la Marina a convertirse en una numerosa familia, en la cual se desarrollarán forzosamente los grandes sentimientos de abnegación y patriotismo, y el día en que la patria nos confíe el honroso deber de defenderla, unidos, y siempre unidos, le haremos un baluarte con nuestros pechos."

Ejerció la presidencia del Centro Naval durante los períodos 1882-1884, siendo posteriormente reelecto en los períodos 1891-1894 y 1903-1904.
Fue también uno de los fundadores del Yacht Club Argentino en 1883, desempeñándose como segundo Presidente del prestigioso club entre 1883 y 1884, ocupando nuevamente el cargo entre 1891 y 1894.

### El inventor
Gracias a su sólida formación científica, fue también un creador de nuevo instrumental náutico y un formulador de teorías útiles para la navegación en alta mar.
Inventó del altazímetro (instrumento por él bautizado así) que era una calculadora mecánica, destinada a fijar la posición de una nave en el mar, determinando con rapidez y exactitud la altura y el azimut de un astro. También escribió un tratado sobre los círculos secantes.
Otros descubrimientos completaron su formación científica. Estos inventos no eran obra de la casualidad, ni tampoco modificaciones sin importancia, eran el fruto del estudio consciente de los problemas científicos de navegación, a base de matemática superior y, por lo tanto revelan una profundidad en la materia y un conocimiento absoluto de las necesidades del comando superior de las naves de combate. Horacio M. Field de Inglaterra y Bradley A. Fiske, junto a A. P. Niblack de los Estados Unidos llegados para el "Congreso Científico Internacional", hicieron comentarios elogiosos sobre el altazímetro y dan cuenta de ello en los artículos publicados en el Boletín del Centro Naval que llevan su firma.

### El abogado defensor

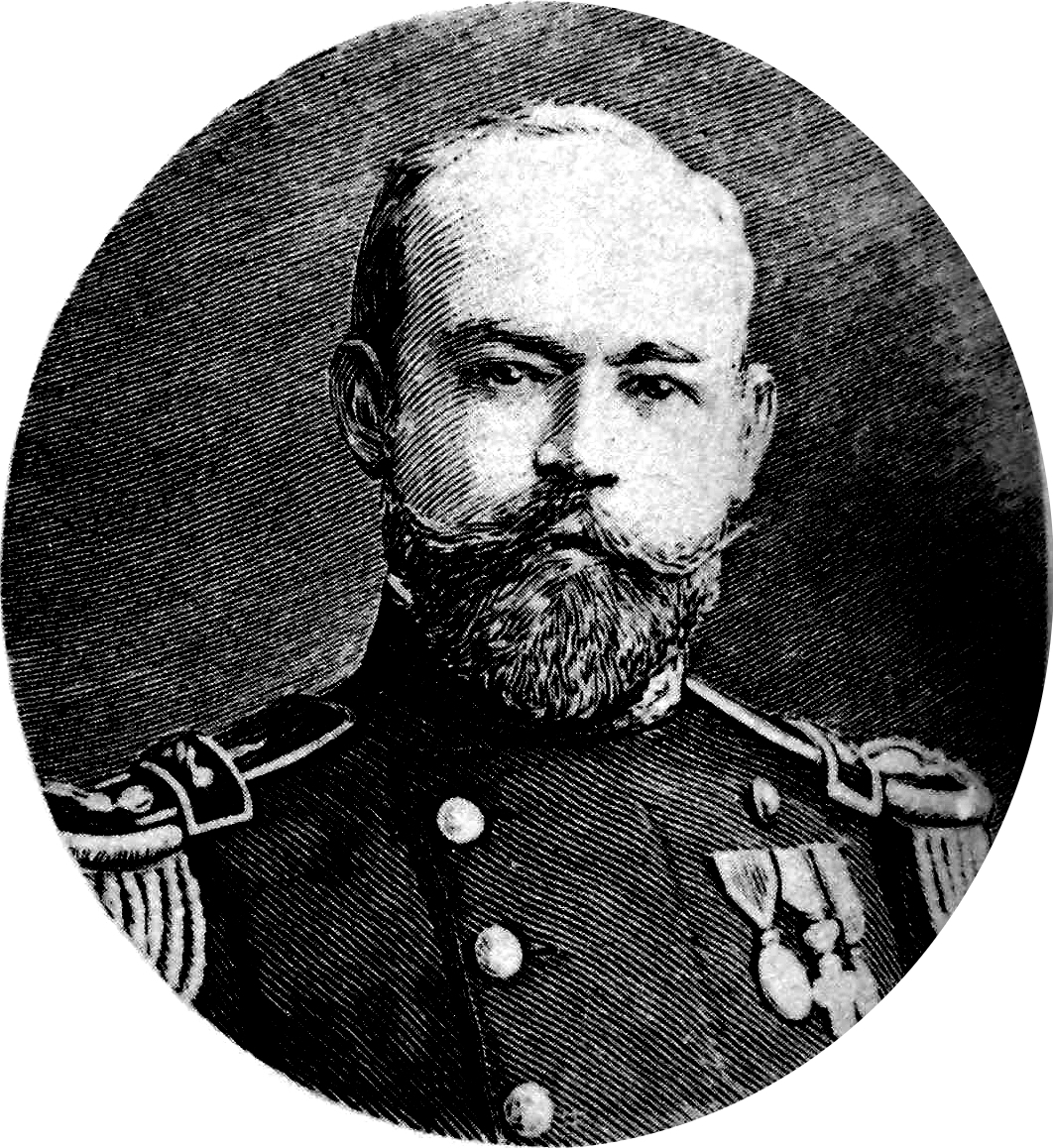
Fotografía del Almirante Julián Irizar, quien fuera uno de los defendidos por García-Mansilla por el naufragio de la torpedera Rosales.

El 9 de julio de 1892, en virtud del hundimiento del flamante buque de guerra argentino ARA Rosales, ocurrido en medio de una terrible tempestad frente al cabo Polonio, García-Mansilla hizo las veces de abogado defensor ante la comisión que juzgó a los "acusados" de esta tragedia.
Frente al fiscal Jorge Hobson Lowry, comenzó su defensa hablando del patriotismo y los valores inmanentes del hombre de mar.
Entre sus defendidos se encontraban el comandante Daniel de Solier y Julián Irizar.
Su alegato, basado en los mejores dones de los seres humanos y en su coraje ante la adversidad, expuso con convicción y elocuencia la lucha de los marinos frente a la adversidad y el gran sufrimiento de esos oficiales.
Para ello remarcó las peripecias sufridas por aquellos hombres quienes, luego de un duro naufragio, llegaron destrozados a las rocas del cabo Polonio luego de luchar denodamente en las aguas crispadas por el temporal.
Su alegato concitó el veredicto de inocencia del jurado.
Su descripción de la tempestad quedó como una página elocuente de la vida abnegada de los hombres de mar.

## Su muerte prematura
El 18 de agosto de 1910, mientras se desempeñaba como Director de la Escuela Naval, falleció repentinamente de un infarto al corazón.
Su muerte causó honda conmoción en la Armada Argentina y en el gobierno argentino por lo que se le brindaron todos los honores.

Por Decreto del Poder Ejecutivo Nacional, se conformó una comisión de homenaje compuesta por los Contraalmirantes, Atilio Barilari, Valentín Feilberg y Eduardo O'Connor y por los Capitanes de Navío Horacio Thwaites, Luis Maurette y Federico Martin, para que velaran el cadáver hasta el momento de la inhumación de sus restos.

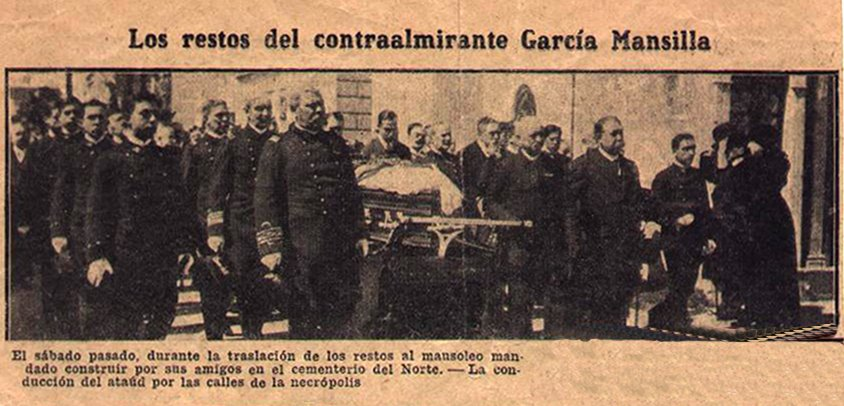
Recorte de un diario de la época, anoticiando la muerte de García-Mansilla.

El sepelio se realizó en el Cementerio de la Recoleta- el día 19 de agosto a las 15 horas- y le rindieron honores efectivos de la Escuela Naval Militar, compuesta por todo el Cuerpo de Cadetes de la Escuela de Mecánica, que fueron trasladados en los avisos Bahía Blanca, Golondrina y Gaviota, un Batallón del Arsenal Naval del Río de la Plata, todos bajo el mando del Capitán de Navío Julián Irizar -uno de los defendidos por García Mansilla por el hundimiento de la Rosales-.

Sus restos fueron escoltados, desde las calles Quintana y Callao hasta la entrada del cementerio, por dos filas de marinería y llevado a pulso hasta el peristilo por los asistentes.

Recibió el responso de monseñor Mariano Antonio Espinosa, Arzobispo de Buenos Aires.

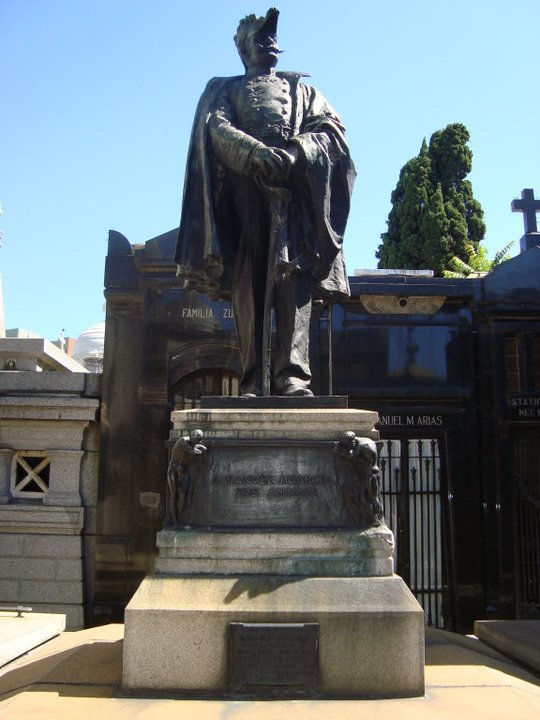
Tumba del Almirante Manuel José García Mansilla en el Cementerio de la Recoleta.

Jorge Rafael Bóveda (probablemente quien más estudió a García-Mansilla), culmina su trabajo diciendo:

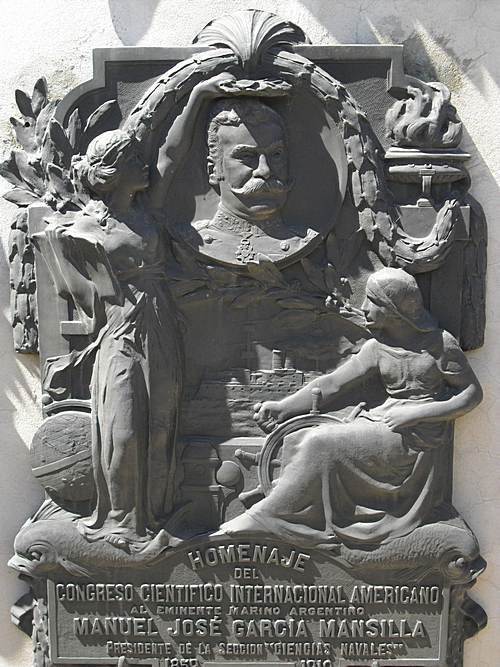
Placa conmemorativa que el "Congreso Científico Internacional Americano" dedicó a García-Mansilla (quien era presidente de la sección "Ciencias Navales") en ocasión de su muerte.

"En resumen, García-Mansilla significó en vida para nuestra Marina el equivalente a diez acorazados, pues fueron hombres de su calibre e ilustración quienes posibilitaron el ascenso de la República Argentina al estadio de una verdadera potencia marítima sudamericana. Sus intachables condiciones personales, su hombría de bien, su refinada cultura y habitual profesionalismo en todas las tareas que emprendió lo señalan como el oficial naval mas destacado de su generación. Sus altas condiciones de jefe podemos apreciarlas en aquellos oficiales que sirvieron bajo sus órdenes, muchos de los cuales alcanzaron merecidamente el Almirantazgo. Todos ellos le profesaban un profundo aprecio y admiración, cualidades que también fueron muy valoradas por sus superiores".

### Las repercusiones de su muerte
El Contraalmirante Atilio Barilari, que habló en nombre del gobierno nacional, dijo entre otras cosas:

 “El Contralmirante García Mansilla, factor importante y principal en el número de los que han contribuido a regenerar nuestra marina de guerra, deja una estela luminosa que puede servir de guía a los que están llamados mañana a regir sus destinos, y es por eso que su nombre será por largo tiempo repetido, cada vez que se tenga por delante un problema que resolver sobre su desenvolvimiento futuro, o sobre la aplicación de medios que deban mantenerlo fuerte, ilustrado y eficiente”

El Capitán de Navío Manuel Barraza dijo en su despedida:

 “La Marina sentía un legítimo orgullo teniendo entre sus filas a un hombre de tanto valor científico que, sin duda alguna hubiera hecho honor a las marinas más prestigiosas del mundo por la solidez de sus conocimientos y sus compañeros de armas que habíamos aprendido a estimarle y quererle por su valor intrínseco y que esperábamos hoy, mucho más que antes fulgurar los destellos brillantes de su inteligencia clara y bien nutrida, que le era proverbial, generamos el hondo pesar de verlo bajar a la tumba, tronchándose de un solo golpe todas las ilusiones de un hombre joven, patriota, bueno y sano, todas sus esperanzas para un futuro cercano, y todas las esperanzas cifradas en él por sus camaradas, a favor de la marina nacional”

El diario La Prensa, lo despidió diciendo:

“La marina argentina está de duelo por el inesperado fallecimiento de uno de sus oficiales superiores, tal vez el más ilustrado……”

El periódico "El Diario" manifestó:

“Era tan alto y tan legítimo el prestigio de este hombre de ciencia y de guerra, eran tan salientes sus méritos y tan grandes las esperanzas que el país tenía cifradas en su patriotismo, su abnegación y en su saber, que la prensa entera, sin distinción de ideas, ha condensado en una sola rase y en un solo concepto, el dolor intenso causado por esta pérdida irreparable (...) La Escuela Naval, los jóvenes cadetes que serán mañana los jefes superiores de la Armada, han velado el cadáver de su director, de su maestro, de ese noble jefe que fue ejemplo viviente de pundonor, de altivez y de justicia; y allí han podido, recogiendo el espíritu, prometerse imitar las virtudes del capitán y del caballero que se fue para siempre.”

El General Pablo Riccheri lo llamó:

“El primer hombre de ciencia de la Armada”

El Ingeniero Santiago Barabino, en representación de la "Sociedad Científica Argentina", dijo:

“Grande es la pérdida sufrida por el país con la desaparición del Contraalmirante García-Mansilla, pues hoy que la fatalidad lo ha eliminado del mundo de los vivos, puede decirse sin menoscabo para nadie, que era el más elevado exponente intelectual de nuestra Armada, el más docto marino que poseía la Nación. Su pericia naval, su competencia técnica, han sido demostradas brillantemente por él en los elevados cargos que ejerciera en la administración y comando de nuestra escuadra.”

Con motivo de su muerte, el Centro Naval publicó su Boletín de agosto de 1910 con el título "Era un ejemplo de soldado y cultura" en el cual afirmaba del difunto Contraalmirante:

"La abnegación hasta el sacrificio de sus ideales, la nobleza de sentimientos, el valor de las amargas responsabilidades hacían de él el tipo perfecto de soldado; la inteligencia superior educada en el continuo estudio, la preparación nunca discutida, fruto de su talento privilegiado, formaban al hombre de ciencia. Severo en la disciplina, pero afable y circunspecto, conocedor de todo lo que se necesita para llegar a la meta de las aspiraciones mas nobles, era un maestro verdadero, el confidente de los alumnos que el Estado le confiara, para imprimir en esas almas jóvenes el hálito superior de energías y grandezas, mostrándoles una vida de honor y el ejemplo sin reproches de una conciencia pura. Digno, altivo, honrado, estudioso, gran caballero, gran militar, vivió rodeado del respeto de todos, entre los cuales brilló siempre y de los cuales fue el primero en la hora crítica de las responsabilidades. Los que no conocieron al talentoso Almirante en la lucha de la labor diaria, los que no supieron apreciar su dotes de su preparación vastísima, difícilmente podrán aquilatar en su justo valor, lo que representa esta pérdida, ella nos deja un vacio que no será llenado por mucho tiempo desgraciadamente"

Desde su fallecimiento, todos los años la Escuela Naval Militar, realiza un homenaje a su recordado Director en la Bóveda de la familia García-Mansilla, sita en el Cementerio de la Recoleta, donde reposan sus restos.

## Condecoraciones
Tuvo durante su vida las siguientes condecoraciones:
- Por la República Francesa con el grado de "Caballero" de la Orden Nacional de la Legión de Honor por acto de arrojo y valentía.
- Por el rey Humberto I de Italia como "Comendador" de la Orden al Mérito de la Corona Italiana por sus "destacados servicios en la carrera militar".[74]
- Orden de las Palmas Académicas (en francés: l'ordre des Palmes académiques) es un honor que concede Francia a los académicos y personalidades por sus méritos en los campos de la cultura y la educación.

Además de ser: 
- Comandante de la Flota de Mar, Jefe del Estado Mayor de la Armada Argentina, Director de la Escuela Naval Militar.
- Comandó la Brigada de Marina que representó a la armada en los festejos conmemorativos del Centenario Argentino.
- Socio fundador y primer Presidente del Centro Naval.
- Asesoró al senador Manuel Florencio Mantilla para la unificación de la Capitanía de Puertos, que con el tiempo devendría en la actual Prefectura Nacional Marítima.
- Socio fundador y Segundo Presidente del Yacht Club Argentino, fue uno de los marinos exponentes de la Generación del '80.
- Socio fundador del Círculo de Armas.